# Rio de Janeiro
Rio de Janeiro ([ˈʁi.u d(ʒi) ʒɐˈne(j)ɾu, ˈʁi.u d(ʑi) ʑɐˈne(j)ɾu], deutsch Fluss des Januars), amtlich portugiesisch Município do Rio de Janeiro, ist nach São Paulo die zweitgrößte Stadt Brasiliens und Hauptstadt des gleichnamigen Bundesstaates. Sie liegt an der Guanabara-Bucht im Südosten des Landes. Der Name Fluss des Januars beruht auf einem Irrtum des Seefahrers Gaspar de Lemos, der die Bucht am 1. Januar 1502 entdeckte und für die Mündung eines großen Flusses hielt.
Im administrativen Stadtgebiet leben rund 6,21 Millionen Menschen (Zensus 2022). Die Metropolregion Rio de Janeiro hat rund 13,3 Millionen Einwohner (Schätzung 2018). Somit gehört Rio de Janeiro zu den Megastädten dieser Erde.
Von 1815 bis 1821 war Rio de Janeiro Hauptstadt des Vereinigten Königreichs von Portugal, Brasilien und den Algarven und nach der Unabhängigkeit Brasiliens 1822 bis 1960 die Hauptstadt des Landes. Danach trat sie diese Funktion an Brasília ab, bleibt aber nach São Paulo bedeutendstes Handels- und Finanzzentrum des Landes. Von 1808 bis 1822 war die Stadt auch Sitz des portugiesischen Hofes, der wegen eines Angriffs durch Napoleon Bonaparte nach Brasilien flüchten musste. Die Bewohner der Stadt nennt man Cariocas, nach einem Wort aus der zum Tupí-Guaraní gehörenden Sprache der Tupinambá, welches „Hütte des weißen Mannes“ bedeutet.
Wahrzeichen von Rio de Janeiro sind der Zuckerhut, die 38 Meter hohe Christusfigur auf dem Gipfel des Corcovados und der Strand des Stadtteils Copacabana, der als einer der berühmtesten Strände der Welt gilt. Die Stadt ist auch bekannt wegen des jährlich stattfindenden Karnevals von Rio. Die bunte Parade der Sambaschulen gehört zu den größten Karnevalsumzügen der Welt.

## Geographie

### Geographische Lage
Rio de Janeiro liegt unmittelbar nördlich des südlichen Wendekreises, eingebettet zwischen dem Atlantik im Süden, der Guanabara-Bucht im Osten und den Ausläufern der Serra do Mar, eines Teils des zentralbrasilianischen Hochlandes, im Norden und Westen. Das administrative Stadtgebiet hat eine Fläche von 1182 Quadratkilometern und liegt durchschnittlich 31 Meter über dem Meeresspiegel. Es ist geprägt durch die Buchten und Strände entlang der Ufer, sowie durch Morros genannte Granithügel, die zu den Ausläufern der Serra do Mar gehören.
Zu diesen Granithügeln gehören auch die beiden Wahrzeichen Rios, der 394 Meter hohe Zuckerhut, unmittelbar auf einer Halbinsel in der Guanabara-Bucht gelegen, sowie der 704 Meter hohe Corcovado mit der Christusstatue auf dem Gipfel. Ein weiterer ist der 533 Meter hohe Morro Dois Irmãos. Die höchsten Punkte des Stadtgebietes sind der 1022 Meter hohe Pico da Tijuca und der 1025 hohe Pico da Pedra Branca, die beide inmitten ausgedehnter Naturschutzgebiete liegen.
Eine Hügelkette trennt das Stadtgebiet in zwei Teile. Die Zona Sul (Süd-Zone) erstreckt sich entlang der Atlantikküste mit den berühmten Strandbezirken Ipanema und Copacabana. Im nördlichen Teil sind das historische Stadt- und heutige Geschäftszentrum sowie einige Stadtteile.

### Stadtgliederung
Rio de Janeiro gliedert sich in 4 geographische Regionen (Nord, Süd, West und Zentral), diese sind weiter in 8 Unterpräfekturen (Subprefeituras), 33 Verwaltungsregionen (Regiões Administrativas) und 160 Stadtteile (Bairros) unterteilt. Diese sind wiederum statistisch fünf Planungsgebieten (Áreas de Planejamento) zugeordnet. Die Planungsgebiete sind:
- Área de Planejamento 1: Centro, Paquetá, Portuária, Rio Comprido, Santa Teresa, São Cristóvão
- Área de Planejamento 2: Botafogo, Copacabana, Lagoa, Rocinha, Tijuca, Vila Isabel
- Área de Planejamento 3: Anchieta, Complexo do Alemão, Ilha do Governador, Inhaúma, Irajá, Jacarezinho, Madureira, Maré, Méier, Pavuna, Penha, Ramos, Vigário Geral
- Área de Planejamento 4: Barra da Tijuca, Cidade de Deus, Jacarepaguá
- Área de Planejamento 5: Bangu, Campo Grande, Guaratiba, Realengo, Santa Cruz

Rio de Janeiro und seine Zonen.
Zona Oeste
Zona Norte
Zona Sul
Zona Central

### Klima
Aufgrund der Lage Rio de Janeiros in den niederen Breiten, am Atlantischen Ozean und an der Guanabara-Bucht ist das Klima der Stadt tropisch mit zwölf humiden Monaten. Es dominiert warmes Klima, das jedoch durch die steten Passatwinde gemildert wird.
Die höchste Temperatur in Rio de Janeiro wurde offiziell am 14. Januar 1984 an der Wetterstation im Stadtteil Bangu mit 43,2 °C gemessen, die tiefste am 19. Juli 1926 an der Wetterstation im Stadtteil Campo dos Afonsos mit 4,8 °C.
Die Jahresdurchschnittstemperatur beträgt 22,6 °C bei nur geringen monatlichen Abweichungen (Höchsttemperatur im Januar/Februar: 25,5 °C, Tiefsttemperatur im Juli: 20,2 °C) und einem durchschnittlichen Jahresniederschlag von 1173 Millimetern. Die höchsten Niederschläge fallen in den Monaten Dezember bis April, wenn auf der Südhalbkugel Sommer ist. Der wenigste Niederschlag fällt in den Wintermonaten Juli und August.
|                       | Jan   | Feb   | Mär   | Apr   | Mai  | Jun  | Jul  | Aug  | Sep  | Okt  | Nov  | Dez   |   |         |
| Mittl. Tagesmax. (°C) | 29,4  | 30,2  | 29,4  | 27,8  | 26,4 | 25,2 | 25,3 | 25,6 | 25,0 | 26,0 | 27,4 | 28,6  | ⌀ | 27,2    |
| Mittl. Tagesmin. (°C) | 23,3  | 23,5  | 23,3  | 21,9  | 20,4 | 18,7 | 18,4 | 18,9 | 19,2 | 20,2 | 21,4 | 22,4  | ⌀ | 21      |
|                       |       |       |       |       |      |      |      |      |      |      |      |       |   |         |
| Niederschlag (mm)     | 114,1 | 105,3 | 103,3 | 137,4 | 85,6 | 80,4 | 56,4 | 50,5 | 87,1 | 88,2 | 95,6 | 169,0 | Σ | 1.172,9 |
|                       |       |       |       |       |      |      |      |      |      |      |      |       |   |         |
| Sonnenstunden (h/d)   | 7     | 7     | 7     | 6     | 6    | 6    | 6    | 7    | 5    | 5    | 6    | 6     | ⌀ | 6,2     |
|                       |       |       |       |       |      |      |      |      |      |      |      |       |   |         |
| Regentage (d)         | 12    | 9     | 9     | 10    | 8    | 6    | 6    | 6    | 9    | 10   | 11   | 13    | Σ | 109     |
|                       |       |       |       |       |      |      |      |      |      |      |      |       |   |         |
| Wassertemperatur (°C) | 25    | 25    | 26    | 25    | 24   | 23   | 22   | 22   | 22   | 22   | 23   | 24    | ⌀ | 23,6    |

| 23,3 |

| 23,5 |

| 23,3 |

| 21,9 |

| 20,4 |

| 18,7 |

| 18,4 |

| 18,9 |

| 19,2 |

| 20,2 |

| 21,4 |

| 22,4 |

| 23,3 |

| 23,5 |

| 23,3 |

| 21,9 |

| 20,4 |

| 18,7 |

| 18,4 |

| 18,9 |

| 19,2 |

| 20,2 |

| 21,4 |

| 22,4 |

## Geschichte

### Kolonialzeit

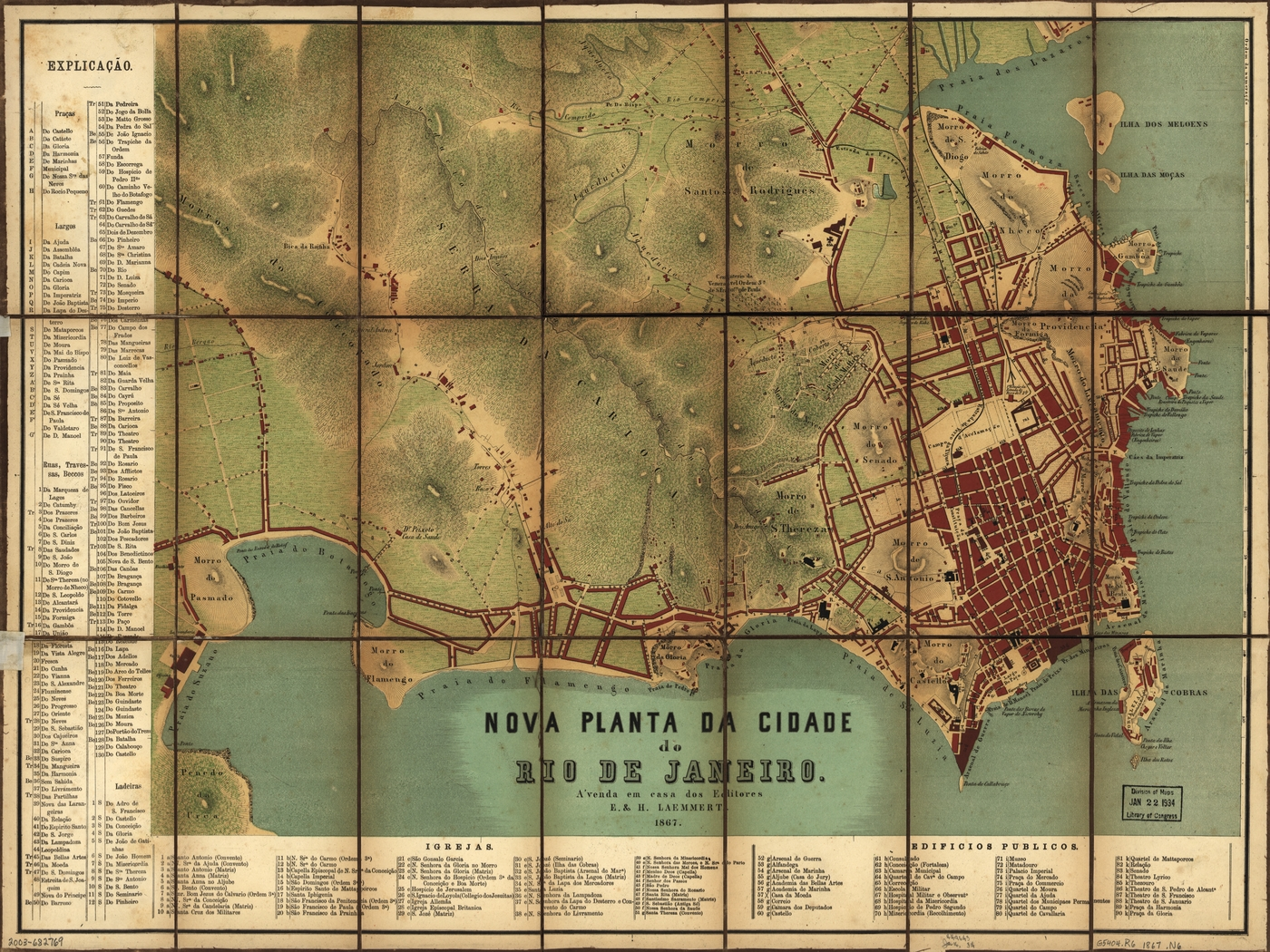
Karte von Rio de Janeiro 1867

Entsprechend dem Vertrag von Tordesillas erhoben die Portugiesen Anspruch auf das Ende des 15. Jahrhunderts entdeckte Gebiet des heutigen Brasilien. Frankreich erkannte den Vertrag nicht an und gründete 1555 auf der Ilha do Serigipe vor der Küste des heutigen Rio de Janeiro unter Vizeadmiral de Villegagnon das Fort Coligny; das von hier aus kontrollierte Gebiet erhielt den Namen France Antarctique. An der gegenüberliegenden Küste gründete de Villegagnon dann die Siedlung Henriville. Zu jener Zeit lebten in dieser Region Tupi-Indianer der Stämme der Tamoios und Tupinambás, mit denen die Franzosen sich verbündeten. Zehn Jahre später, 1565, wurden die Franzosen durch die Portugiesen von dort vertrieben, die daraufhin am 1. März 1565 am heutigen Morro do Castelo die Stadt São Sebastião do Rio de Janeiro gründeten.
1680 wurde Rio de Janeiro Hauptstadt der südlichen Regionen Brasiliens; zu dieser Zeit war die Siedlung mit rund 4000 Einwohnern einer der wichtigsten portugiesischen Stützpunkte auf brasilianischem Gebiet. Seit 1700 entwickelte sich Rio de Janeiro zur wichtigsten Hafenstadt in Brasilien, vor allem ausgelöst durch Goldfunde in der benachbarten Region Minas Gerais.
Die Stadt wurde 1710/1711 von den Franzosen angegriffen und nach der Schlacht von Rio de Janeiro 1711 besetzt. Die Franzosen zogen nach Zahlung eines hohen Lösegeldes ab. Die Stadt erholte sich in den nachfolgenden Jahren rasch und wurde am 27. Januar 1763 Hauptstadt des Vizekönigreiches Brasilien.
Einen weiteren Bedeutungsgewinn erfuhr Rio de Janeiro 1808, als der portugiesische Hof im Zusammenhang mit den französischen Invasionen vor den auf Lissabon zumarschierenden Streitkräften Napoleons dorthin flüchtete. Mit dem Hof siedelte eine Vielzahl Künstler, Wissenschaftler und Adlige nach Brasilien über, und das wirtschaftliche und kulturelle Leben der Stadt veränderte sich enorm. So geht die Brasilianische Nationalbibliothek beispielsweise auf die Bestände zurück, die das portugiesische Königshaus mitbrachte. 1815 wurde Rio de Janeiro die Hauptstadt des Vereinigten Königreichs von Portugal, Brasilien und den Algarven.
Im Zuge dessen wurden viele koloniale Restriktionen aufgehoben, wodurch die wirtschaftliche Entwicklung stark gefördert und eine Bevölkerungsexplosion ausgelöst wurde, die bis in die 1980er-Jahre anhielt. Innerhalb von knapp hundert Jahren stieg die Bevölkerungszahl auf über 500.000 Einwohner (1891) an und erreichte bis 1980 circa fünf Millionen.
Anfang des 19. Jahrhunderts wurde Rio zu einem Umschlagplatz für den afrikanischen Sklavenhandel in Südamerika. Über den 1811 begonnenen Valongo-Kai im Stadtzentrum gelangten etwa 900.000 Sklaven auf den Kontinent.

### Unabhängigkeit

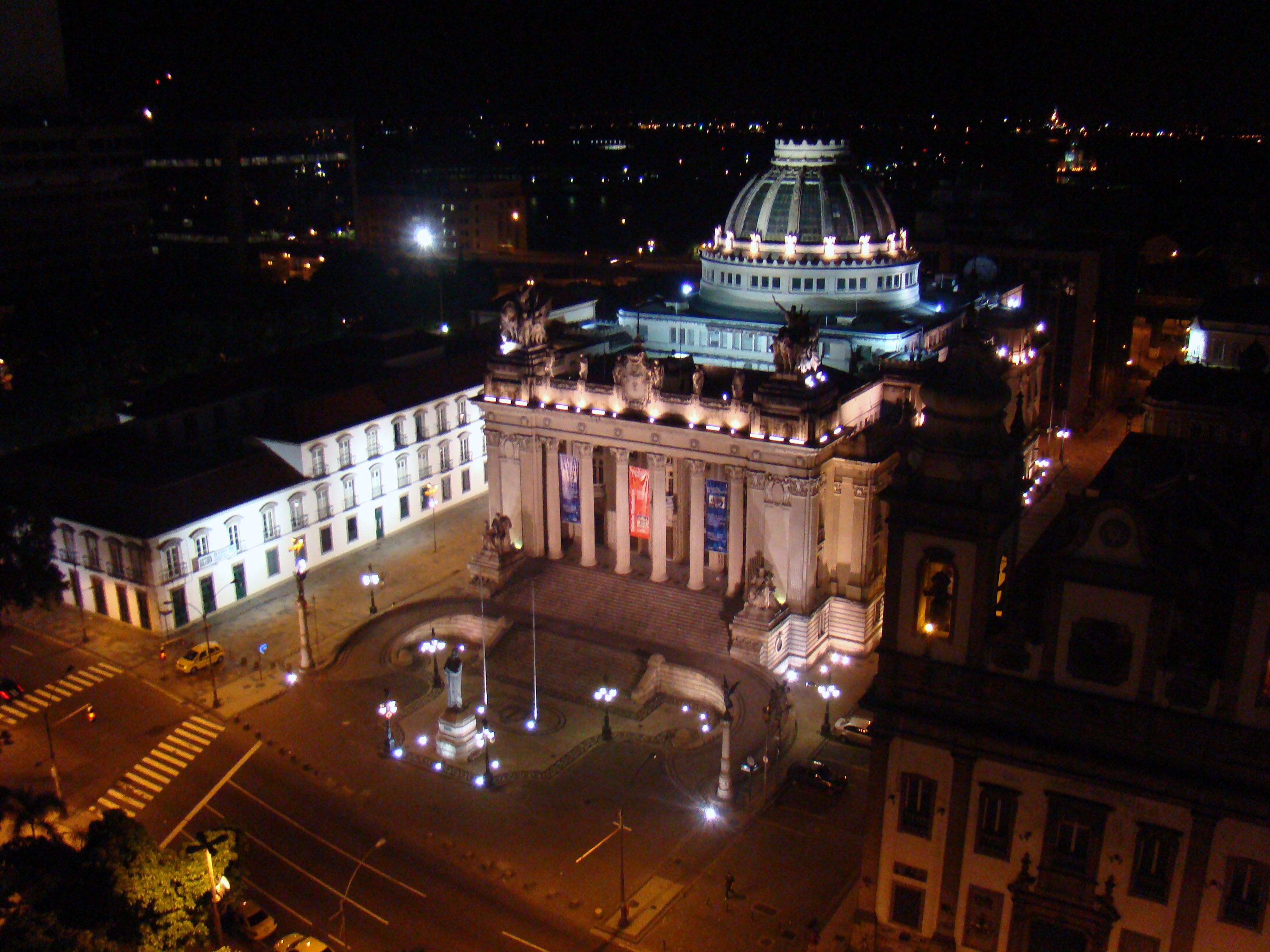
Tiradentes-Palast

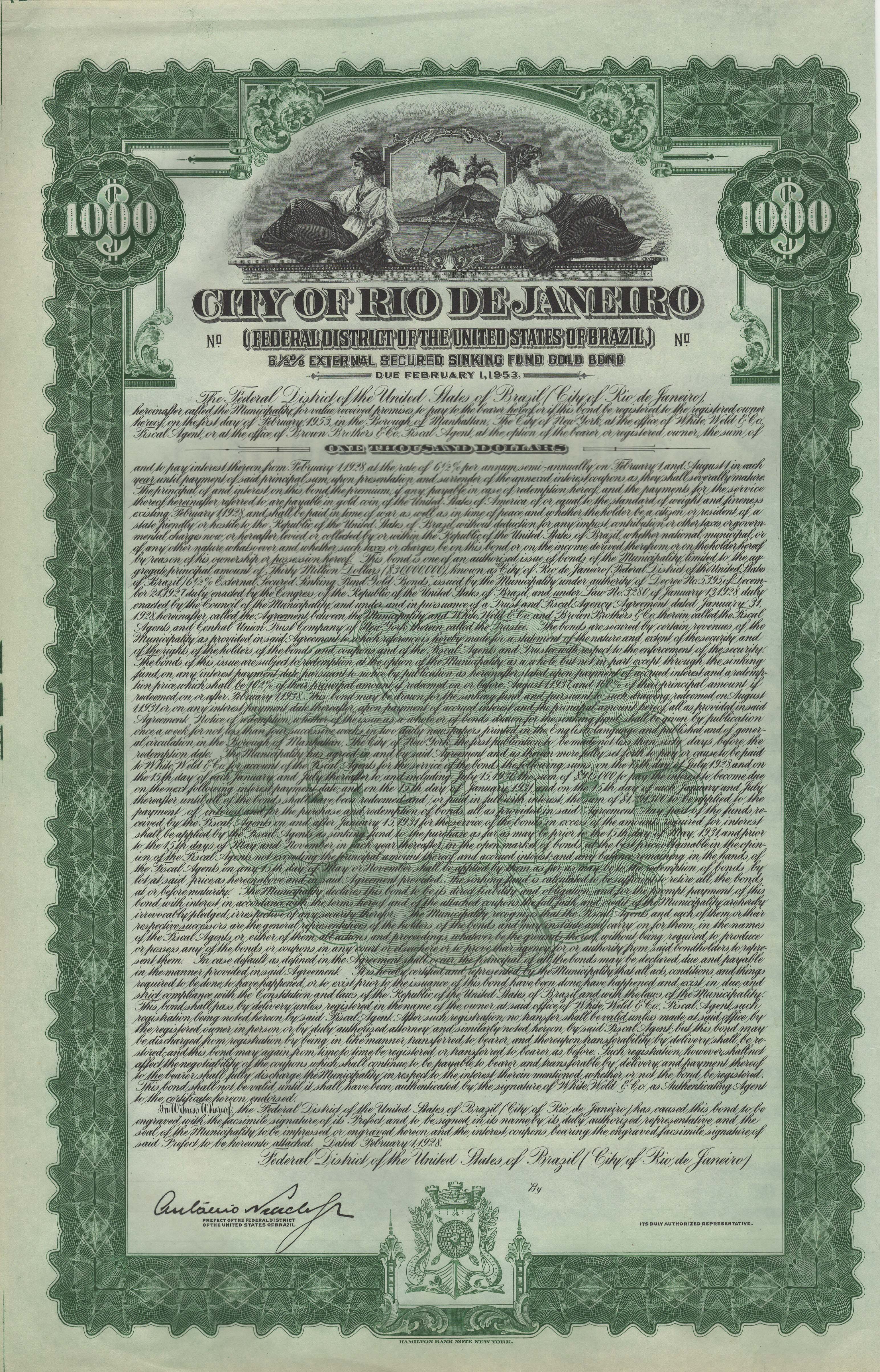
Goldbond von der Stadt Rio de Janeiro vom 1. Februar 1928

Der portugiesische Königshof kehrte 1822 nach Portugal zurück, nachdem 1820 die liberale Revolution in Portugal ausgebrochen war. Nach der Abreise des portugiesischen Hofes erklärte sich Brasilien unter dem Prinzen Dom Pedro de Alcântara zum unabhängigen Kaiserreich Brasilien. Rio de Janeiro behielt den Status als Hauptstadt, in der der Prinz nun als Kaiser Pedro I. residierte. Wegen Thronfolgestreitigkeiten in Portugal und innenpolitischer Probleme in Brasilien dankte er im April 1831 ab und ließ seinen Sohn (* 1825) zurück. Dieser wurde 1831 zu Pedros Nachfolger ausgerufen und am 18. Juli 1841 als Dom Pedro II. gekrönt. Er initiierte unter anderem den Bau einer Eisenbahn, deren erster Abschnitt 1858 in Rio de Janeiro eröffnet wurde; die Companhia Ferro-Carril de São Cristóvão folgte 1873 (siehe auch Schienenverkehr in Brasilien#Geschichte).
Auch als 1889 Brasilien nach einem Militärputsch zur Republik wurde, blieb Rio de Janeiro Hauptstadt. Hier entfaltete sich während der Belle Époque brasileira eine prunkvolle Stadtentwicklung, finanziert von Kautschuk- und Kaffeeoligarchen. In der ersten Hälfte des 20. Jahrhunderts erlebte Rio de Janeiro eine gesellschaftliche Blüte, da die Stadt für Filmstars und die internationale High Society zum Anlaufpunkt wurde. Einige portugiesische Schriftsteller wie der Schriftsteller und Übersetzer Jorge de Sena suchten in Rio de Janeiro Zuflucht vor der von António de Oliveira Salazar gegründeten „ständestaatlich“ orientierten autoritären Diktatur Estado Novo in Portugal. Ein letzter kultureller Ausfluss dieser Epoche war die Entstehung des brasilianischen Jazz Bossa Nova ab 1957, der durch Lieder wie zum Beispiel Garota de Ipanema/The Girl from Ipanema von Antônio Carlos Jobim und Vinícius de Moraes, weltberühmt wurde.
Durch den Massentourismus seit den 1950er Jahren hat sich insbesondere das Bild der strandnahen Stadtteile stark verändert, das heute vor allem durch zahlreiche Hotels geprägt ist, während die vom Meer weiter entfernten Stadtteile vor allem durch die zunehmende Verslumung geprägt wurden, Favelas genannt.
1960 verlor Rio de Janeiro den Status als Hauptstadt an die unter Juscelino Kubitschek neu gebaute Stadt Brasília. Gleichzeitig wurde die Stadt ein eigenständiger Stadtstaat Guanabara, der 1975 mit dem Bundesstaat Rio de Janeiro zusammengeführt wurde. Die Stadt wurde dabei zur Hauptstadt des neuen Bundesstaates. Internationale Beachtung erlangte die Stadt nochmals im Juni 1992, als dort der UN-Umweltgipfel abgehalten wurde.
Als ein Spielort der Fußball-Weltmeisterschaft 2014 und als Gastgeber der Olympischen Sommerspiele 2016 hatte die Stadt erneut viel mediale Aufmerksamkeit; sie war danach aber insolvent und wurde von der Bundesregierung finanziell über Wasser gehalten. 2020 war Rio de Janeiro die UIA-UNESCO-„Welthauptstadt der Architektur“.
Seit 2007 werden an den Stränden von Rio da Janero Proben des Gewässers gezogen, ab 2009 durch das neue Instituto Estadual do Ambiente (INEA) des Bundesstaats Rio de Janeiro. Viele Jahre waren viele Strände wegen Verunreinigung mit Fäkalkeimen mit Badeverbot belegt. Eine Sanierung der Abwassersituation wurde angegangen. Im September 2023 wird als Erfolg gewertet, dass nurmehr an zwei Stränden der Städte Rio und Niteroi Baden verboten ist.

## Bevölkerung
Carioca (Plural Cariocas) ist die Bezeichnung für die Einwohner Rio de Janeiros. Das Wort entstammt der Sprache der dort ehemals ansässigen Indigenen Tupi. Seine Bedeutung ist jedoch umstritten. Die wahrscheinlichste Herkunft kommt aus der Zusammensetzung zweier Tupi-Worte kara’iwa oder kari (weißer Mann) + oka (Haus) und bedeutet „Haus des weißen Mannes“. Gemeint waren damit die weiß getünchten Häuser der Portugiesen.

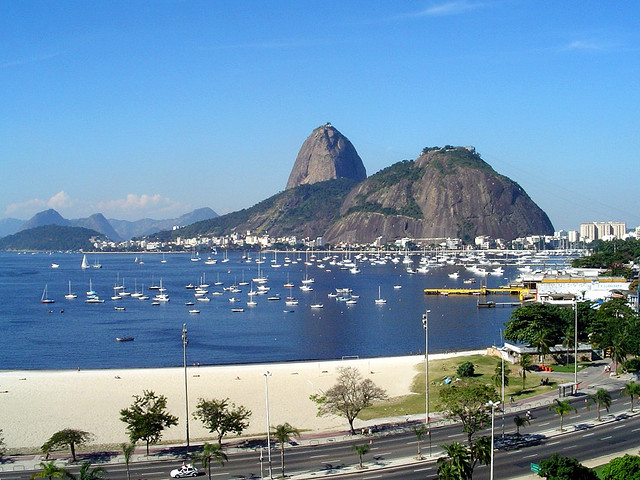
Der Zuckerhut

Sicht über den Stadtteil Botafogo am frühen Morgen

Laut einer Studie von Robert Levine, die im Magazin American Scientist veröffentlicht wurde, werden Cariocas als überaus freundlich beschrieben. Der Artikel stellt die Cariocas wie folgt dar:

„Es gibt ein wichtiges Wort in Brasilien: liebenswert (simpático)… Es nimmt Bezug zu einer Reihe von erwünschten sozialen Eigenschaften – freundlich, nett, verträglich und gutmütig. Eine Person, die lustig ist und mit der man gerne umgeht….Brasilianer, und besonders die Cariocas von Rio de Janeiro wollen liebenswert sein. Und sich Mühe geben, um einem Fremden zu helfen, ist Teil dieses Bildes.“

### Einwohnerentwicklung

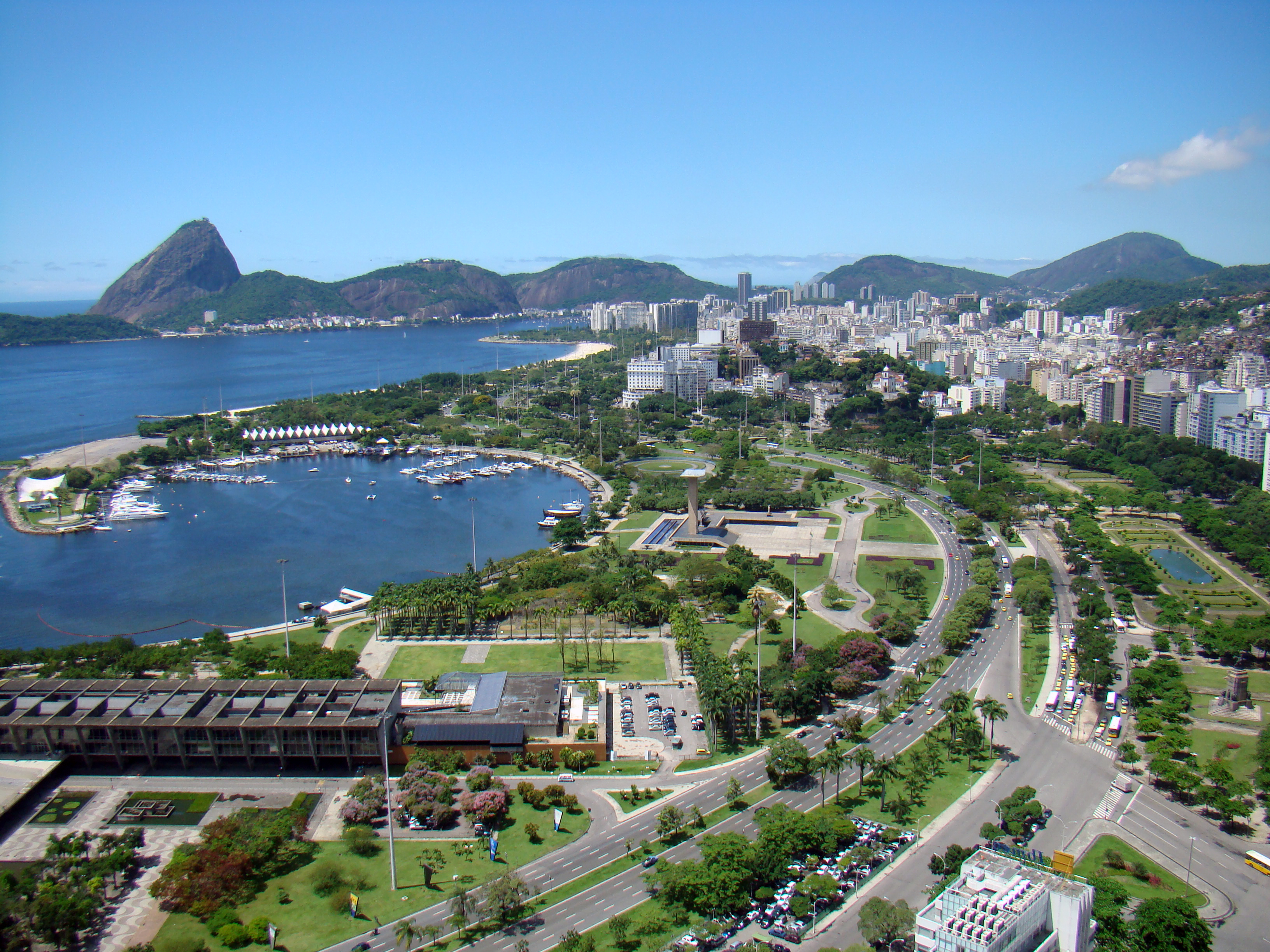
Marina da Glória

Mit der Entwicklung von Industrie und Handel in der Zeit nach dem Zweiten Weltkrieg wanderten zahlreiche Menschen aus dem Landesinneren zu (Urbanisierung); Rio de Janeiro dehnte sich stark aus. Die Einwohnerzahl der Stadt hat sich seit Mitte der 1950er Jahre auf 6,7 Millionen (Stand 2019) verdoppelt. Auch der seit Jahrzehnten hohe Geburtenüberschuss (→ Demografie Brasiliens) trug dazu bei. Inzwischen wächst die Bevölkerung im eigentlichen Stadtgebiet kaum noch, sondern fast nur noch im Vorortgürtel, der stark gewachsen ist.
Die gesellschaftliche Situation Rio de Janeiros ist unter anderem geprägt durch die für Brasilien typische große Toleranz zwischen den verschiedenen Ethnien sowie durch den niedrigen Altersdurchschnitt (mehr als 25 % der Bevölkerung sind jünger als 18 Jahre, über 80 % sind unter 60).
Das Hauptproblem der Stadt besteht in den dramatischen Unterschieden der sozialen Situation der Einwohner. An den Hängen der Stadt befinden sich die aus ärmlichen Behausungen bestehenden Favelas, während die vornehmeren Wohngebiete im Süden, nahe den Stränden an der Atlantikküste liegen, wie Copacabana, Ipanema und Leblon. In der Rocinha, der größten Favela von Südamerika, am Südrand der Stadt, leben allein 200.000 Einwohner unter teilweise katastrophalen Bedingungen, wie Armut oder extrem hoher Kriminalitätsrate. Ein Problem der Favelas ist, dass bewaffnete Kräfte der Drogenmafia einen rechtsfreien Raum gebildet haben und ihn gegen die Exekutive verteidigen. Sie überwachen zum Teil ganze Stadtviertel und terrorisieren deren Einwohner, während die Polizei dort nicht auftritt. 
Die folgende Übersicht zeigt die Einwohnerzahlen nach dem jeweiligen Gebietsstand. Bei 1680 und 1750 handelt es sich um Schätzungen, seit 1799 um Volkszählungsergebnisse.
| Jahr | Einwohner |
| 1680 | 4.000     |
| 1750 | 29.000    |
| 1799 | 43.376    |
| 1808 | 54.255    |
| 1821 | 112.695   |

| Jahr | Einwohner |
| 1838 | 137.078   |
| 1849 | 205.906   |
| 1872 | 274.972   |
| 1890 | 522.651   |
| 1906 | 805.335   |

| Jahr | Einwohner |
| 1920 | 1.147.599 |
| 1940 | 1.759.277 |
| 1950 | 2.375.280 |
| 1960 | 3.300.431 |
| 1970 | 4.251.918 |

| Jahr | Einwohner |
| 1980 | 5.090.723 |
| 1991 | 5.480.768 |
| 1996 | 5.551.538 |
| 2000 | 5.857.904 |
| 2010 | 6.320.446 |

|      |           |
| Jahr | Einwohner |
| 2021 | 6.775.561 |

Angaben zur Bevölkerungsentwicklung der Konurbation Rio de Janeiro:

### Ethnische Zusammensetzung
| Gruppe      | Anteil 2000 | Anteil 2010 | Anmerkung                        |
| ----------- | ----------- | ----------- | -------------------------------- |
| Brancos     | 3.429.103   | ▼ 3.239.888 | Weiße, Nachfahren von Europäern  |
| Pardos      | 1.803.781   | ▲ 2.318.675 | Mischrassige, Mulatten, Mestizen |
| Pretos      | 552.717     | ▲ 708.148   | Schwarze                         |
| Amarelos    | 13.005      | ▲ 45.913    | Asiaten                          |
| Indígenas   | 15.622      | ▼ 5.981     | indigene Bevölkerung             |
| ohne Angabe | 43.696      | 1.842       |                                  |

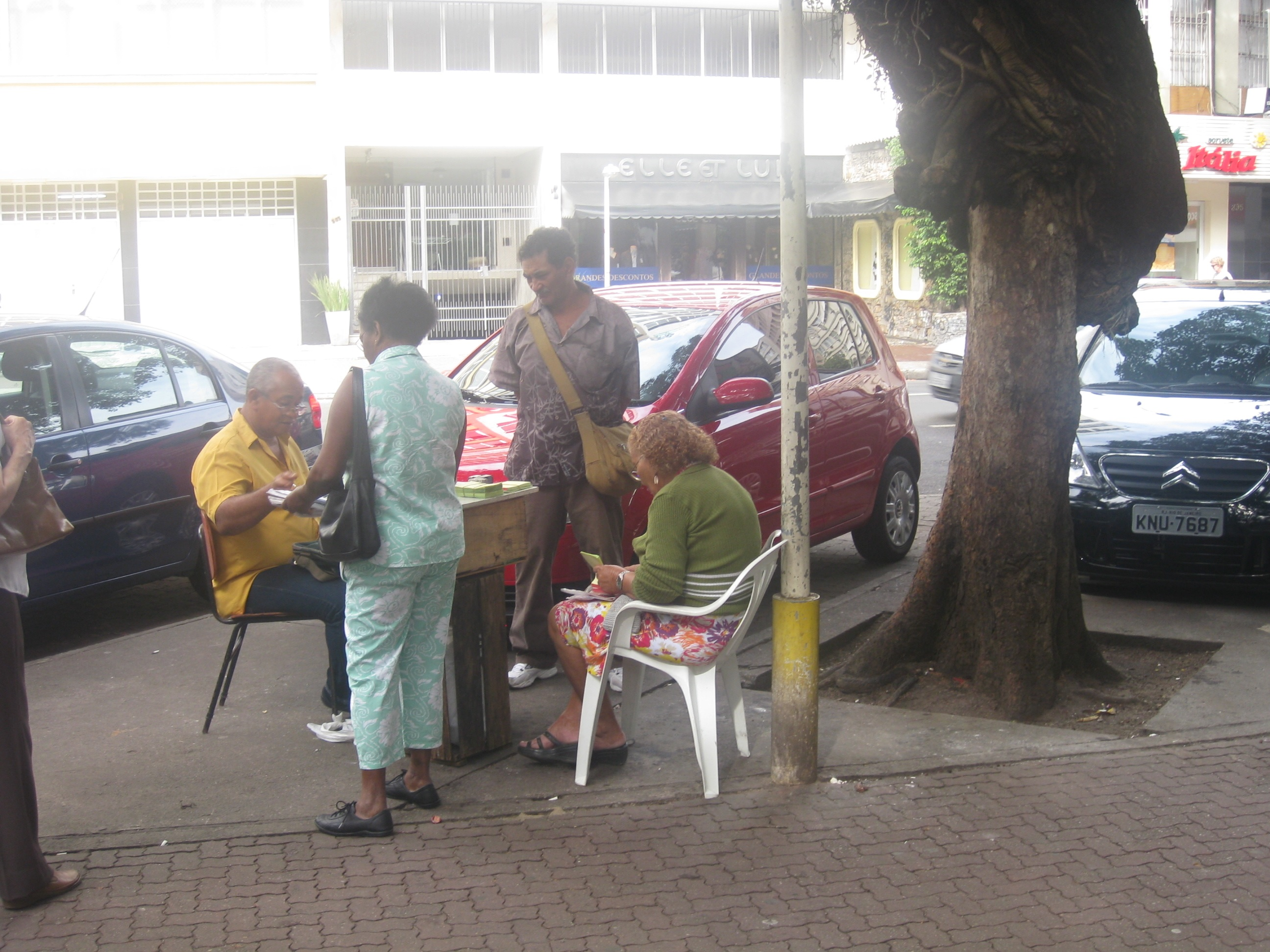
Einwohner von Rio de Janeiro

Die meisten Einwohner Rio de Janeiros sind portugiesischer Abstammung. Afrobrasilianer sowie Menschen mit hellen und dunklen Eltern (welche meist portugiesischer sowie afrikanischer Herkunft sind), stellen ebenfalls eine große Anzahl. Sie werden in Brasilien meist Pardos genannt. Weitere wichtige ethnische Gruppen sind deutsch-, italienisch-, spanisch-, arabisch-, jüdisch- sowie asiatischstämmig (die meisten davon sind koreanischer und japanischer Herkunft).

### Religionen

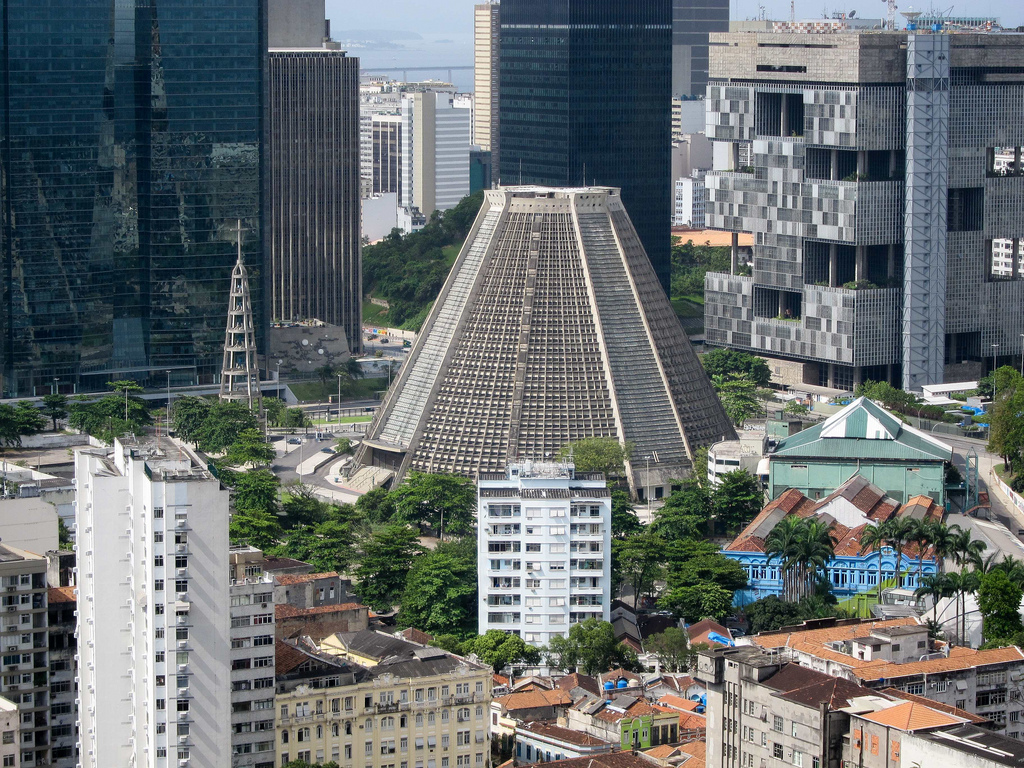
Modernistische Kathedrale von Rio

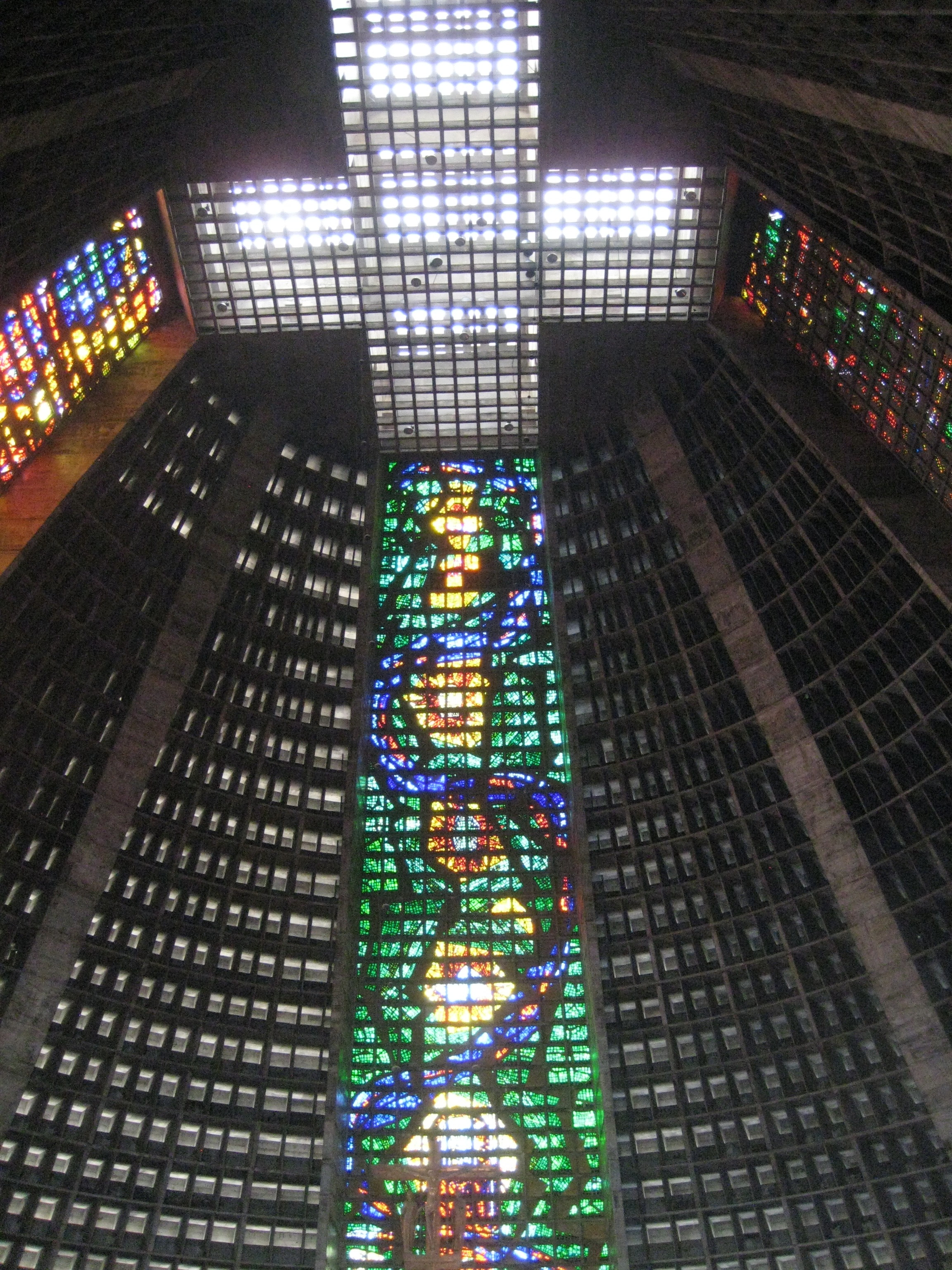
Das Innere der Kathedrale

Die Mehrheit der Bevölkerung ist christlich orientiert. Katholiken stellen hier die Mehrheit, wenngleich auch protestantische Kirchen und in den letzten Jahren zunehmend auch das Spektrum der Pfingstler an Bedeutung gewinnen. Judentum (23.862 Anhänger) und Islam (656 Anhänger) sind, ebenso wie Derivate christlicher Konfessionen wie zum Beispiel Adventisten, in der Minderheit. Auch fernöstliche Religionen, auf diverse brasilianische Gebräuche zurückgehende Religionen wie Umbanda und Candomblé und sonstige spirituelle Bewegungen sind numerisch unbedeutend. Stark vertreten ist das offene Bekenntnis zur Glaubenslosigkeit.
Architektonisch interessant ist die Catedral de São Sebastião do Rio de Janeiro, auch bekannt als Catedral Metropolitana. Die nach dem Patron der Stadt benannte Kathedrale wurde 1979 fertiggestellt und befindet sich am Rande des Stadtzentrums. Die Höhe des konischen modernistischen Gebäudes beträgt 96 Meter, der Durchmesser am Grund 106 Meter. Das Fassungsvermögen wird mit 20.000 Personen angegeben.
Ende Juli 2013 fand der Weltjugendtag der katholischen Kirche in Rio de Janeiro statt.

### Entwicklung der Wohnsituation

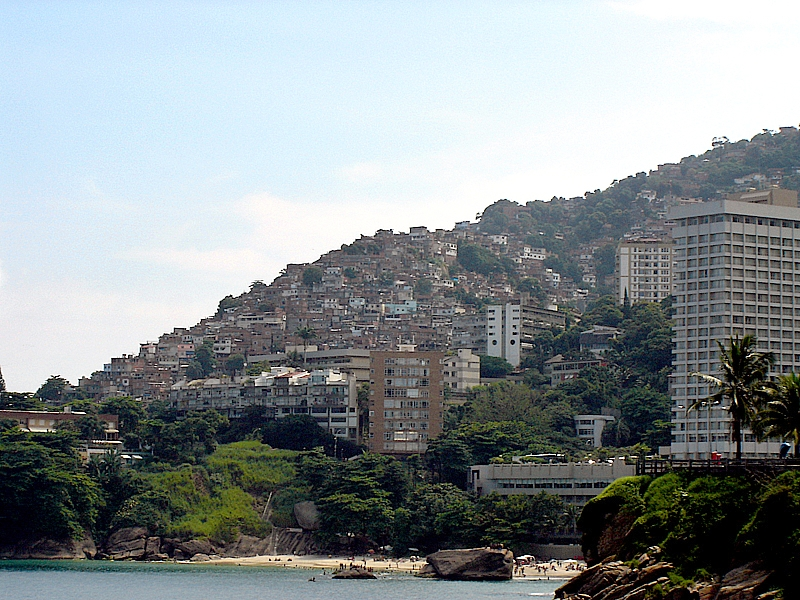
Im Süden Rios Appartements der Mittelklasse und Luxushotel „Sheraton“ vor Favelas

Die demographische Entwicklung seit Mitte des 20. Jahrhunderts führt zu einer teilweise unkontrollierten Expansion Rio de Janeiros. Da die Stadtplanung mit diesen Veränderungen nicht mithalten konnte, entstanden an der Peripherie unzählige irreguläre Siedlungen („Loteamentos irregulares“) und illegale Siedlungen (Favelas). Ein Viertel der Menschen in der Stadt lebt in diesen einfachen Quartieren. Dennoch ist auch dort fast überall eine Basis-Infrastruktur gegeben (fließendes Wasser, Abwasserleitungen, Stromversorgung, Müllabfuhr, Schulen). Auch besitzen die meisten Bewohner Basisprodukte einer Mittelstandsgesellschaft (Kühlschrank, Gasherd, Fernseher, Internetverbindung, Klimaanlage).
Heute erstrecken sich rund um ein hochverdichtetes Stadtzentrum weitläufige zersiedelte Peripherien mit geringer städtischer Infrastruktur. Die informelle Bautätigkeit ist für einen überwiegenden Teil der Einwohner Rio de Janeiros die einzige Möglichkeit, an Wohnraum zu kommen. Die inadäquate Wohnsituation der Bevölkerung und die zahlreichen ökologischen Probleme haben die Regierenden in die Verantwortung genommen, über eine neue Stadtplanungspolitik nachzudenken. Seit 1993 wird mit dem Favela-Bairro-Urbanisierungsprogramm versucht, diese informellen Siedlungen wieder in die formelle Stadt zu integrieren.
In einer Rangliste der Städte nach ihrer Lebensqualität belegte Rio de Janeiro im Jahre 2018 den 118. Platz unter 231 untersuchten Städten weltweit.

### Kriminalität

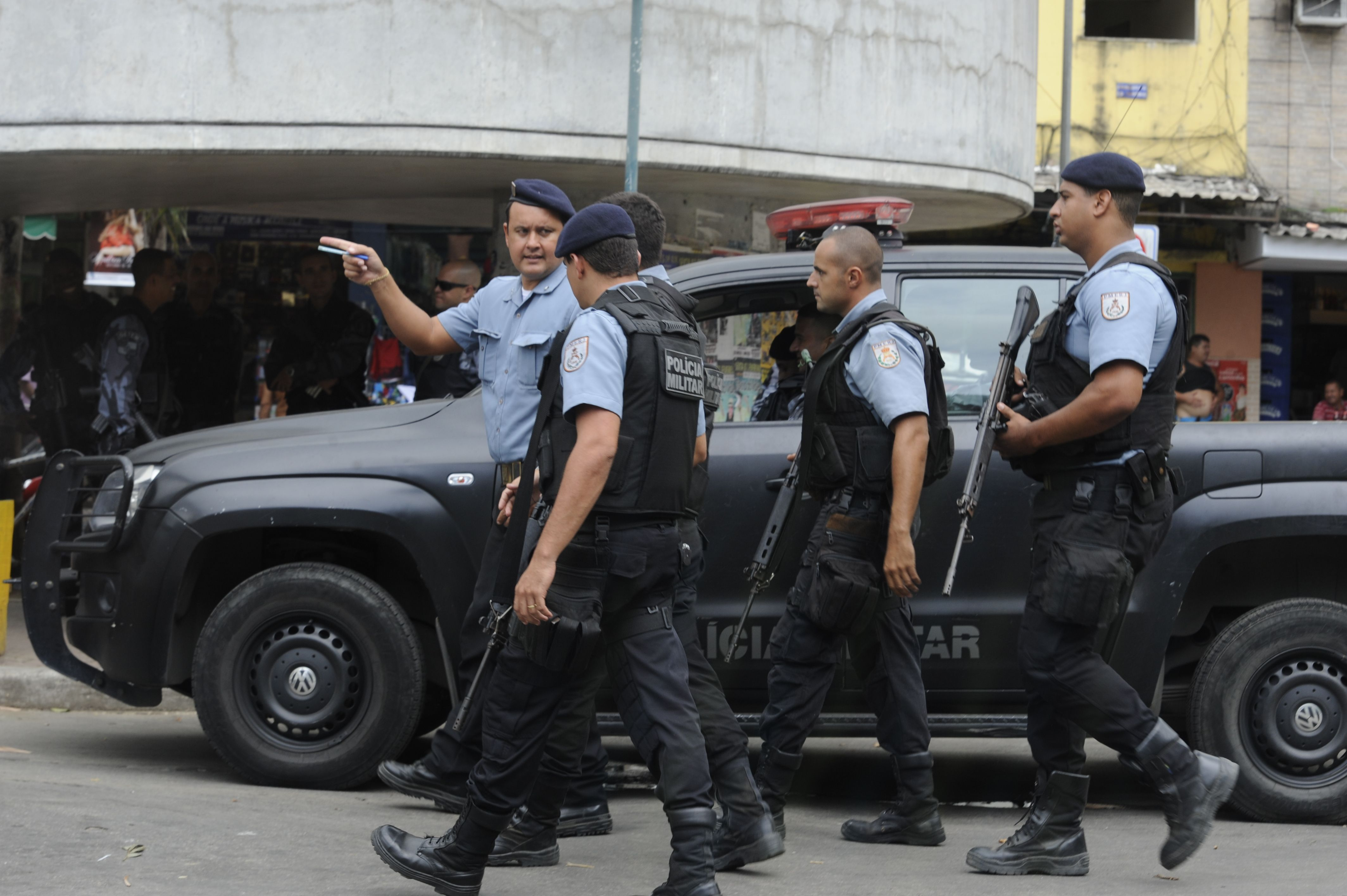
Polizeieinheiten in der Favela Rocinha

Ein großes Problem für die Stadt ist die hohe Kriminalität. Für Aufsehen sorgte bereits 1993 das Candelária-Massaker.
Laut dem brasilianischen Justizministerium lag die Mordrate in Rio de Janeiro im Jahr 2002 bei über 60 Personen pro 100.000 Einwohner, während der Durchschnitt in Brasilien 30 je 100.000 Einwohner betrug (Deutschland 1 auf 100.000 Einwohner), die Zahl sank bis 2006 deutlich auf 37,7. 80 Prozent der Tötungsdelikte wurden durch Schusswaffen verursacht. Im Jahr 2015 lag die Mordrate bei 18,6.
Die Polizei hat neben Tötungsdelikten auch mit Entführungen, Raubüberfällen und organisierten Drogen- und Kriminellensyndikaten (wie etwa das Comando Vermelho) zu kämpfen. Schätzungen der brasilianischen Polizei zufolge wird das Comando Vermelho (CV) in Rio von etwa 5000 teilweise mit Kriegswaffen ausgerüsteten Kriminellen gebildet. Es kontrolliert etwa 40 Prozent des lokalen Marktes für illegale Drogen. Die Aufklärungsrate der Morde in Rio de Janeiro liegt nach Expertenstudien bei einem Prozent.
Am 28. Dezember 2006 wurde in Rio de Janeiro eine Anschlagsserie gegen Polizeistationen und andere zivile Einrichtungen verübt, der über 18 Personen zum Opfer fielen. Der Anschlagsserie ging eine massive Polizeipräsenz kurz vor den Feiertagen des Jahreswechsels voraus, wobei zehn Favelas durch die Militärpolizei besetzt wurden. In der Favela Vila Cruzeiro und sogar in einem bekannten Einkaufszentrum kam es zu zahlreichen Schießereien. Gesteuert wurden diese Aktionen vermutlich vom Comando Vermelho.
In den vom Drogenhandel kontrollierten Armenvierteln Rio de Janeiros kommt es auch zu Angriffen von sogenannten „Milícias“, welche die Mitglieder der Drogenbanden angreifen und vertreiben und selber Favelas beherrschen. Es wird vermutet, dass die Milizen von Polizeibeamten in Zivil, ehemaligen Sicherheitskräften und Feuerwehrleuten gesteuert oder sogar gebildet werden. Berichten zufolge verlangen sie von den Bewohnern der von ihnen kontrollierten Viertel eine Art Sicherheitsabgabe. Einige Fälle von Übergriffen gegen nicht zahlungsbereite Bewohner sind bekannt geworden. Auch wenn die Milizen teilweise für Ruhe sorgen, sind sie oftmals übereifrig: Wird eine Person von mehreren Bewohnern denunziert, kann es ihr passieren, von den Milizen umgebracht zu werden.
Im Juli 2017 wurden 8500 Soldaten in die Stadt abkommandiert, um die Sicherheitskräfte zu unterstützen. In der ganzen Stadt sei es im ersten Halbjahr gemäß Amnesty International zu 2600 Schießereien mit 800 Toten gekommen, die Gesamtzahl von Toten durch Gewalttaten stieg in der ersten Hälfte des Jahres 2017 um 10,2 Prozent auf 2723. Weiterhin wurden im Jahr 2017 bis September über 100 Polizisten getötet. Dies trotz einer gleichzeitig hohen Sicherheit in den intensiv geschützten touristischen Zentren sowie einiger Favelas.

## Politik

### Stadtregierung

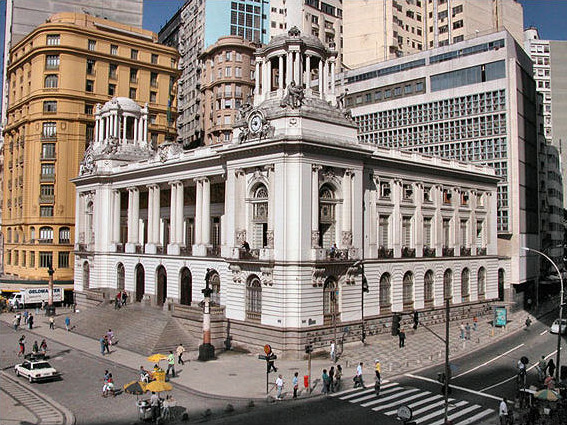
Palácio Pedro Ernesto, Sitz der Stadtverordnetenkammer

Seit 1. Januar 2009 regierte Eduardo Paes (PMDB) die Stadt Rio de Janeiro. Er siegte in der Stichwahl am 26. Oktober 2008 gegen Fernando Gabeira (PV) mit 50,8 Prozent der abgegebenen Stimmen. Paes löste César Maia (PFL), der die Kommunalwahl dreimal (1992, 2000 und 2004) gewinnen konnte, in seinem Amt als Bürgermeister ab.
Nachfolger von Eduardo Paes wurde am 1. Januar 2017 Marcelo Crivella (PRB), der am 30. Oktober 2016 die Stichwahl der Bürgermeisterwahl mit 59 % der Stimmen gewann. Bei der Kommunalwahl 2020 standen sich Paes und Crivella wieder gegenüber. Paes gewann die Stichwahl am 29. November 2020 mit 64,1 % der Stimmen, sodass er am 1. Januar 2021 erneut das Amt des Stadtpräfekten antrat.
Die Kommunalpolitik hat neben der Bundes- und Landesebene einen zunehmenden Einfluss auf das Leben der Bürger Rio de Janeiros. Die Bürgermeister werden in allgemeinen, direkten Wahlen für vier Jahre im Amt gewählt. Der Wahlkampf auf kommunaler Ebene wird weitgehend von Personen und lokalen Themen beeinflusst.
Die Wahlbeteiligung ist wegen der allgemeinen Wahlpflicht im Land sehr hoch, aber Nichtwähler können ihre Abwesenheit ohne Probleme und unbürokratisch rechtfertigen. Insgesamt gehen meistens nur 15 Prozent der Wahlberechtigten nicht zur Wahl, weitere fünf Prozent geben entweder ungültige oder bewusst weiße Stimmzettel ab.

### Städtepartnerschaften
Rio de Janeiro listet folgende Partnerstädte auf:
| Stadt                | Land                                       | Kontinent | seit |
| -------------------- | ------------------------------------------ | --------- | ---- |
| A Coruña             | Galicien, Spanien                          | Europa    |      |
| Almada               | Lisboa, Portugal                           | Europa    |      |
| Angra do Heroísmo    | Azoren, Portugal                           | Europa    | 2019 |
| Anguillara Veneta    | Venetien, Italien                          | Europa    | 2023 |
| Ankara               | Türkei                                     | Asien     |      |
| Arganil              | Centro, Portugal                           | Europa    | 1999 |
| Asunción             | Paraguay                                   | Amerika   | 2016 |
| Athen                | Attika, Griechenland                       | Europa    |      |
| Atlanta              | Georgia, Vereinigte Staaten                | Amerika   | 1972 |
| Bagdad               | Irak                                       | Asien     |      |
| Baku                 | Aserbaidschan                              | Asien     |      |
| Barcelona            | Katalonien, Spanien                        | Europa    | 1972 |
| Barranquilla         | Atlántico, Kolumbien                       | Amerika   |      |
| Berlin               | Deutschland                                | Europa    | 2023 |
| Bissau               | Guinea-Bissau                              | Afrika    | 2022 |
| Braga                | Norte, Portugal                            | Europa    |      |
| Bukarest             | Muntenia, Rumänien                         | Europa    |      |
| Busan                | Südkorea                                   | Asien     | 1985 |
| Cabeceiras de Basto  | Norte, Portugal                            | Europa    |      |
| Cacheu               | Norte, Guinea-Bissau                       | Afrika    |      |
| Cádiz                | Andalusien, Spanien                        | Europa    | 2019 |
| Caracas              | Distrito Capital, Venezuela                | Amerika   |      |
| Casablanca           | Marokko                                    | Afrika    |      |
| Cebu City            | Central Visayas, Philippinen               | Asien     |      |
| Cochabamba           | Cercado, Bolivien                          | Amerika   |      |
| Coimbra              | Centro, Portugal                           | Europa    |      |
| Cusco                | Peru                                       | Amerika   | 2003 |
| Espinho              | Norte, Portugal                            | Europa    |      |
| Fátima               | Centro, Portugal                           | Europa    | 2023 |
| Florenz              | Toskana, Italien                           | Europa    |      |
| Genf                 | Schweiz                                    | Europa    |      |
| Guimarães            | Norte, Portugal                            | Europa    | 1999 |
| Hamilton             | Ontario, Kanada                            | Amerika   | 2016 |
| Havanna              | Kuba                                       | Amerika   |      |
| Hebron               | Westjordanland, Palästina                  | Asien     |      |
| Ile-Ife              | Osun, Nigeria                              | Afrika    | 2022 |
| Incheon              | Südkorea                                   | Asien     |      |
| Iquique              | Tarapacá, Chile                            | Amerika   | 2021 |
| Istanbul             | Türkei                                     | Asien     | 1965 |
| Jerewan              | Armenien                                   | Asien     | 2007 |
| Jerusalem            | Israel                                     | Asien     |      |
| Johannesburg         | Gauteng, Südafrika                         | Afrika    | 2021 |
| Kaohsiung            | Taiwan                                     | Asien     |      |
| Kiew                 | Ukraine                                    | Europa    | 2000 |
| Kōbe                 | Kinki, Japan                               | Asien     | 1969 |
| Köln                 | Nordrhein-Westfalen, Deutschland           | Europa    | 2011 |
| Krakau               | Małopolska, Polen                          | Europa    |      |
| La Paz               | Murillo, Bolivien                          | Amerika   |      |
| Lahore               | Punjab, Pakistan                           | Asien     |      |
| Lamego               | Norte, Portugal                            | Europa    |      |
| Lille                | Hauts-de-France, Frankreich                | Europa    |      |
| Lissabon             | Lisboa, Portugal                           | Europa    | 1981 |
| Luanda               | Angola                                     | Afrika    |      |
| M’banza Kongo        | Zaire, Angola                              | Afrika    | 2022 |
| Madrid               | Spanien                                    | Europa    | 2022 |
| Managua              | Nicaragua                                  | Amerika   |      |
| Maputo               | Mosambik                                   | Afrika    |      |
| Mar del Plata        | Pueyrredón, Argentinien                    | Amerika   |      |
| Medellín             | Antioquia, Kolumbien                       | Amerika   | 2017 |
| Montevideo           | Uruguay                                    | Amerika   |      |
| Montpellier          | Okzitanien, Frankreich                     | Europa    | 2012 |
| Nantes               | Pays de la Loire, Frankreich               | Europa    |      |
| Neapel               | Kampanien, Italien                         | Europa    | 2022 |
| Newark               | New Jersey, Vereinigte Staaten             | Amerika   |      |
| Óbidos               | Centro, Portugal                           | Europa    | 2023 |
| Oklahoma City        | Oklahoma, Vereinigte Staaten               | Amerika   |      |
| Olhão                | Algarve, Portugal                          | Europa    |      |
| Oyo                  | Nigeria                                    | Afrika    | 2022 |
| Paramaribo           | Suriname                                   | Amerika   |      |
| Parelhas             | Rio Grande do Norte, Brasilien             | Amerika   |      |
| Paris                | Île-de-France, Frankreich                  | Europa    |      |
| Peking               | Huabei, Volksrepublik China                | Asien     | 1986 |
| Petach Tikwa         | haMerkas, Israel                           | Asien     |      |
| Ponte de Lima        | Norte, Portugal                            | Europa    | 2017 |
| Porto                | Norte, Portugal                            | Europa    | 2019 |
| Póvoa de Varzim      | Norte, Portugal                            | Europa    |      |
| Praia                | Sotavento, Kap Verde                       | Afrika    |      |
| Ramallah             | Westjordanland, Palästina                  | Asien     |      |
| Ramat Gan            | Tel Aviv, Israel                           | Asien     |      |
| Raʿanana             | haMerkas, Israel                           | Asien     | 2020 |
| Richardson           | Texas, Vereinigte Staaten                  | Amerika   | 2021 |
| Rufisque             | Dakar, Senegal                             | Afrika    |      |
| San José             | Costa Rica                                 | Amerika   |      |
| Santa Comba          | Galicien, Spanien                          | Europa    |      |
| Santa Maria da Feira | Norte, Portugal                            | Europa    | 2017 |
| Santo Domingo        | Distrito Nacional, Dominikanische Republik | Amerika   |      |
| Santo Tirso          | Norte, Portugal                            | Europa    | 2000 |
| São Borja            | Rio Grande do Sul, Brasilien               | Amerika   |      |
| Tel Aviv             | Israel                                     | Asien     |      |
| Tunis                | Tunesien                                   | Afrika    | 1993 |
| Verón                | Yuma, Dominikanische Republik              | Amerika   | 2022 |
| Vila Nova de Gaia    | Norte, Portugal                            | Europa    |      |
| Viña del Mar         | Valparaíso, Chile                          | Amerika   | 2023 |
| Viseu                | Centro, Portugal                           | Europa    | 2012 |
| Warschau             | Masowien, Polen                            | Europa    | 1997 |

## Kultur und Sehenswürdigkeiten

### Theater

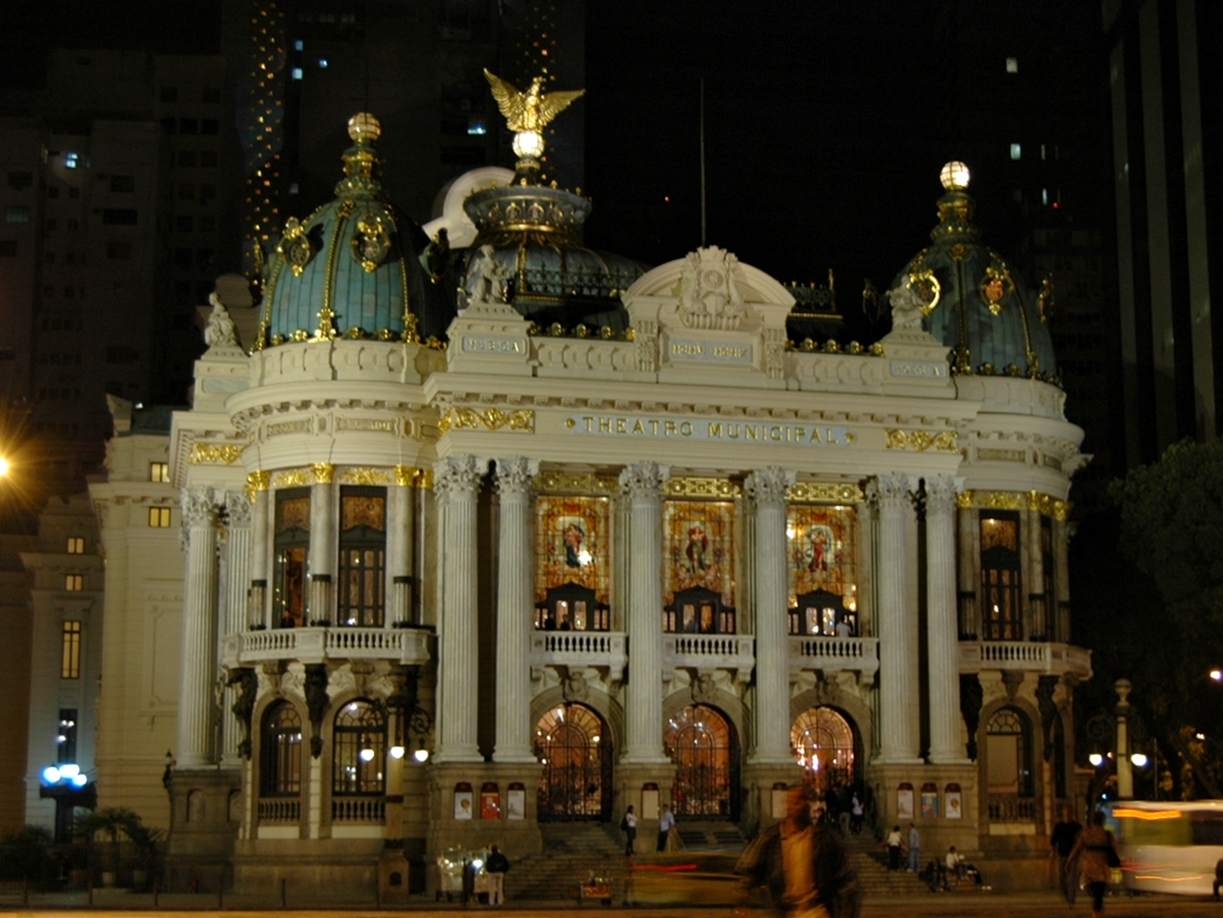
Theatro Municipal do Rio de Janeiro

Das Theatro Municipal (Stadttheater) ist das eindrucksvollste Gebäude am „Praça Floriano“, im Stadtteil „Cinelândia“ – dort sind die Oper und das Orchester der Stadt Rio de Janeiro beheimatet. Es wurde zwischen 1905 und 1909 von Francisco de Oliveira Passos errichtet, der sich von der prachtvollen Pariser Opéra Garnier inspirieren ließ.
Verschiedene Marmor-Arkaden, aber auch Details in Bronze und aus Europa importierte Vitreaus schmücken das stilvolle Gebäude – der Bühnenvorhang wurde von Eliseu Visconti (1866–1944) bemalt und porträtiert insgesamt 75 berühmte Persönlichkeiten aus dem künstlerischen Bereich, wie beispielsweise Carlos Gomes, Rembrandt van Rijn und Richard Wagner. Im Untergeschoss befindet sich das mit Mosaiken ausgestattete Café do Teatro im Assírio-Saal.

### Klassische Konzerte, Musicals, Operette und Oper
Das Cidade das Artes (Stadt der Künste) ist ein Veranstaltungskomplex im Stadtteil Barra da Tijuca, das von dem französischen Architekten Christian de Portzamparc entworfen wurde. Es ist der Hauptsitz des brasilianischen Symphony Orchestra, die große Halle mit ihren bis zu 1.222 Sitzplätzen, bietet Platz für Theater, klassische Konzerte, Musicals und Opern.

### Museen

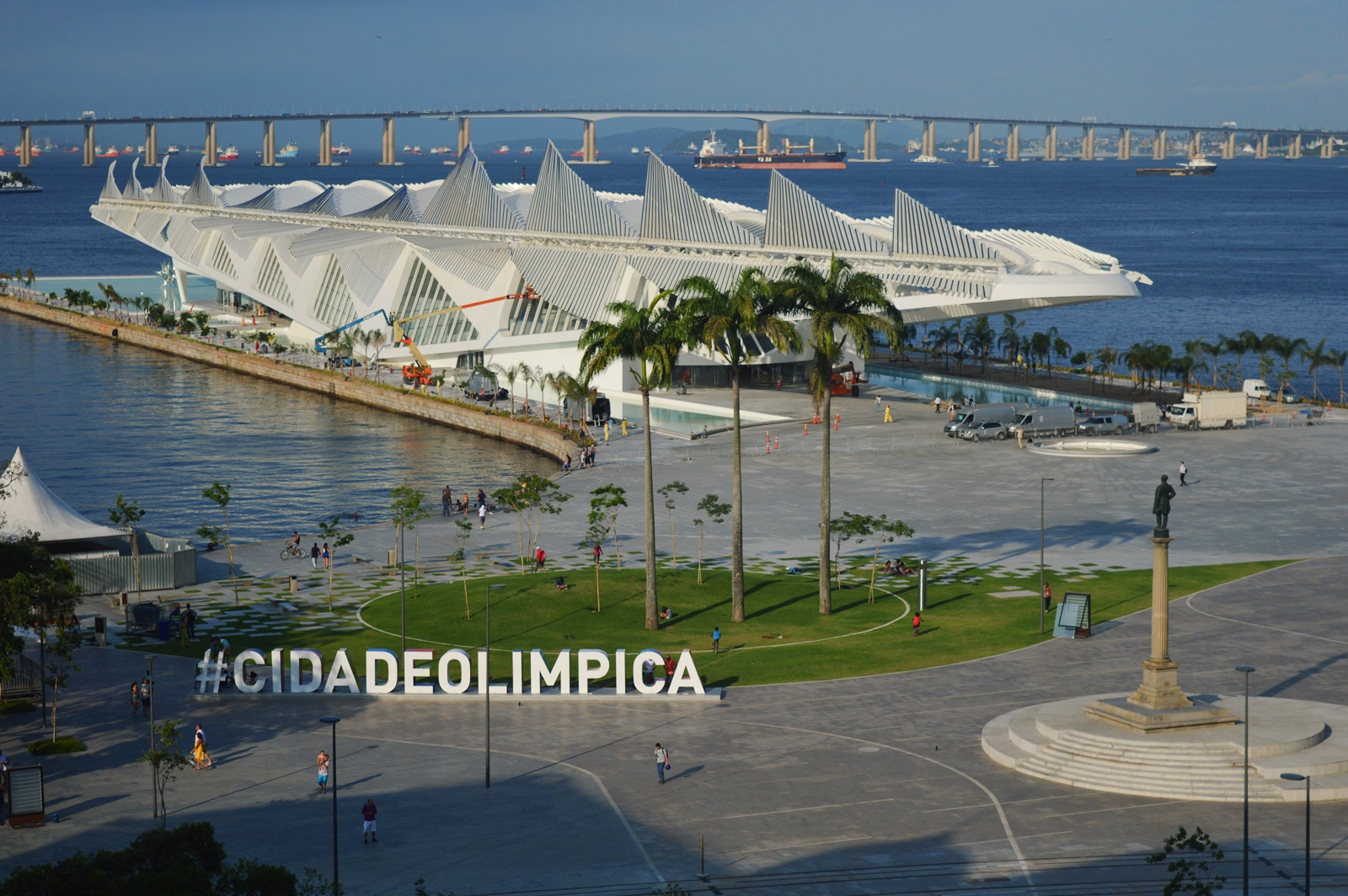
Museu do Amanhã von Santiago Calatrava

Die Stadt beherbergt verschiedene Museen (zum Beispiel das „Museu Paço Imperial“ und das „Museu do Indio“). Das „Museu Chácara do Céu“ zeigt Werke Pablo Picassos und anderer moderner Meister wie Henri Matisse, Amedeo Modigliani und Claude Monet. Das „Museu Histórico Nacional“ ist eines der wenigen noch erhaltenen Bauwerke des 16. Jahrhunderts. Es widmet sich der brasilianischen Geschichte und zeigt Möbel und andere Gegenstände aus der Kolonialzeit Brasiliens.
Im Stadtviertel Catete südlich vom Stadtzentrum befindet sich nahe der U-Bahn-Station „Catete“ das „Museu da República“. Nicht zu vergessen ist noch das „Museu Nacional do Brasil“ im nördlichen Teil der Stadt. Das 1938 eröffnete „Museu Nacional de Belas Artes“ (Nationalmuseum der Schönen Künste) im Zentrum der Stadt beherbergt eine bedeutende Sammlung brasilianischer Kunst des 19. und 20. Jahrhunderts sowie italienischer und französischer Meister des 17. bis 19. Jahrhunderts.
Das Museu Carmen Miranda wurde 1976 eröffnet.
Sehenswert ist auch das „Museu de Arte Moderna“, kurz MAM, das der bekannte brasilianische Architekt Affonso Eduardo Reidy geplant hat. Das MAM besitzt Ausstellungsstücke moderner brasilianischer Kunst und zur Geschichte des Kinos. Nach der Brandkatastrophe im Jahre 1978 konnte die Sammlung durch verschiedene Schenkungen und Ankäufe wieder aufgebaut werden. Seit 1993 befindet sich im Museum auch die Sammlung des Kunstförderers Gilberto Chateaubriand.
Im Museum der Kunstschule „Dom João VI.“ befinden sich Werke und Dokumente der brasilianischen Kunstproduktion des 19. und 20. Jahrhunderts, vor allem aus Rio de Janeiro, aber auch europäische Kunst. Das „Museu Castro Maya“ beherbergt Sammlungen von Raymundo Ottoni de Castro Maya (1894–1968) in zwei Einrichtungen: im „Museu do Açude“ (dekorative Künste) und im „Chácara do Céu“, Museum für brasilianische Kunst und Ikonografie.
2015 wurde das futuristische „Museu do Amanhã“ („Museum von Morgen“) des Architekten Santiago Calatrava am Praça Mauá in der Hafenzone eröffnet.

### Bauwerke

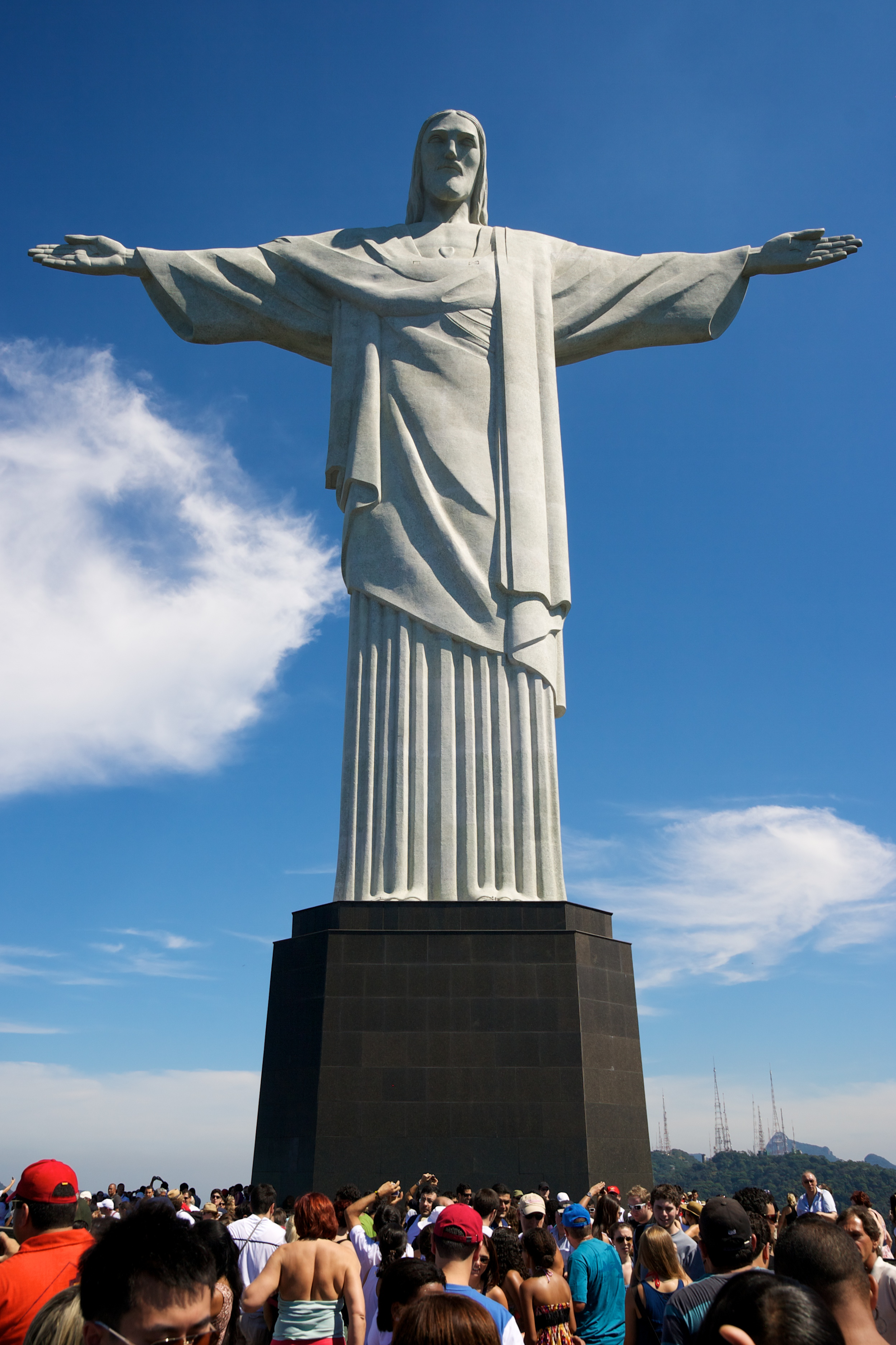
Christusstatue auf dem Corcovado

Ein berühmtes Wahrzeichen von Rio de Janeiro ist die Christusstatue, die sich auf dem Corcovado-Berg befindet – zu erreichen mit der Corcovado-Bergbahn. Die Statue ist 30 Meter hoch, steht auf einem 8 Meter hohen Sockel und wiegt 1145 Tonnen. Von dort aus kann man auch den berühmten Zuckerhut sehen.
Am Südende der „Avenida Rio Branco“ im Stadtzentrum liegt die „Praça Floriano“, einer der eindrucksvollsten Plätze Rio de Janeiros. „Cinelândia“ auf der einen Seite ist ein lebhaftes Viertel mit Cafés, Bars und Kinos. Im nördlichen Teil der Praça befindet sich das prachtvolle „Theatro Municipal“.
Ebenfalls an der Avenida Rio Branco stehen zwei große neuklassizistische Gebäude: die „Biblioteca Nacional“ (eröffnet 1910) und das „Museu Nacional de Belas Artes“. Sehenswert ist auch das im Jugendstil errichtete „Confeitaria Colombo“, an der „Rua Gonçalves Dias“.
An der „Avenida República do Chile“ findet man die moderne wie ein Vulkan aus Beton aussehende „Catedral Metropolitana“, die Hauptkirche des römisch-katholischen Erzbistum São Sebastião do Rio de Janeiro, mit einem Fassungsvermögen für 20.000 Gläubige. Nahe der neuen Kathedrale führt über den Aquädukt „Arcos da Lapa“ aus dem 18. Jahrhundert eine steile Kopfsteinpflasterstraße zum Künstlerviertel „Santa Teresa“.
Zahlreiche alte Kirchen und Klöster wie die „Candelária-Kirche“ (Igreja de Nossa Senhora da Candelária) sowie das Kloster „São Bento“ (Mosteiro de São Bento) und andere Bauten aus der Kolonialzeit wie der Residenzpalast „Paço de São Cristóvão“ stehen in starkem Kontrast zur modernen Architektur.
Im Stadtzentrum gegenüber dem würfelförmigen Petrobrás-Gebäude (Brasiliens staatlicher Erdölgesellschaft) liegt der kleine Park Largo da Carioca. Dahinter erhebt sich auf einem Hügel die einfache, weiße „Igreja e Convento de Santo Antônio“, die älteste und wohl schönste Kirche Rio de Janeiros. Neben dem Kloster „Santo Antônio“ der Franziskaner steht die mit prachtvollem Barockdekor ausgeschmückte Kirche „São Francisco da Penitência“.
Die Praça Quinze de Novembro (Praça XV) in Ufernähe der Guanabara-Bucht war der Hauptplatz des kolonialen Rio de Janeiro; das elegante dreistöckige Bauwerk an der Südostseite ist der „Paço Imperial“, die erste vom französischen Architekten Auguste Henri Victor Grandjean de Montigny erbaute Residenz von Johann VI. (1767–1826), König von Portugal, nachdem dieser seinen Hofstaat im Jahre 1807 nach Brasilien verlegt hatte.
Nicht so weit entfernt, an der „Praça Pio X“ befindet sich die Kirche „Nossa Senhora da Candelária“. Ihr prachtvolles Innere ist gänzlich mit verschiedenfarbigem Marmor dekoriert, und Marmorengel stützen die beiden riesigen Bronzekanzeln.

### Parks

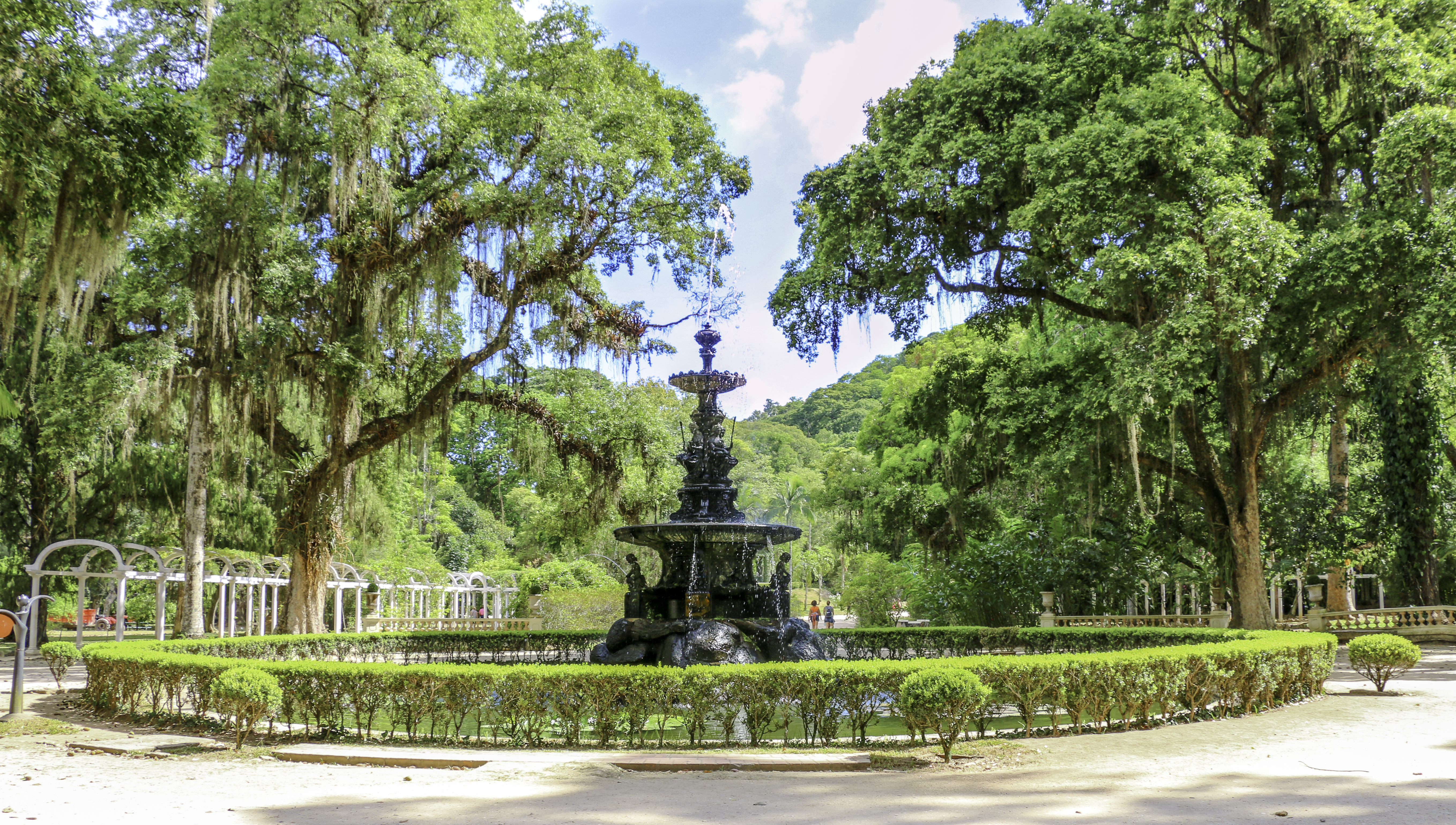
Teichbrunnen im botanischen Garten

Die bekanntesten Parks in Rio de Janeiro sind der Botanische Garten (Jardim Botânico) und die „Quinta da Boa Vista“, der größte Park der Stadt. Im Stadtbezirk São Cristóvão gelegen, bietet der Park grüne Gärten, Seen sowie Sportanlagen und Spielplätze. Zu seinen Hauptattraktionen gehört insbesondere ein Zoo, der über 350 verschiedene Tierarten aufzuweisen hat, sowie das Nationalmuseum, das in der Kaiserzeit gegründet wurde. Im Stadtteil Barra da Tijuca befindet sich der Bosque da Barra, ist ein Naturschutzgebiet und Park, in dem die ursprüngliche Vegetation der Baixada de Jacarepaguá erhalten ist.
Der Botanische Garten, Anfang des 19. Jahrhunderts auf Veranlassung des Prinzregenten Johann VI. angelegt, ist eine der bedeutendsten Grünflächen der Stadt. Darin gibt es mehrere Sehenswürdigkeiten, darunter das „Kuhlmann-Museum“, den Sitz der Gartenverwaltung, das Portal der früheren „Academia Imperial de Belas Artes“ (Kaiserliche Akademie der Schönen Künste), die nach Zerstörung des Gebäudes von Grandjean de Montigny (1772–1850) in den 1930er-Jahren hierher verlegt wurde, sowie die frühere Schießpulverfabrik. In der Nähe befinden sich der „Horto Florestal“, die Baumschule, der Lage-Park, sowie der „Solar da Imperatriz“, das ehemalige Palais der Kaiserin (an der Estrada Dona Castorina).

### Naturdenkmäler

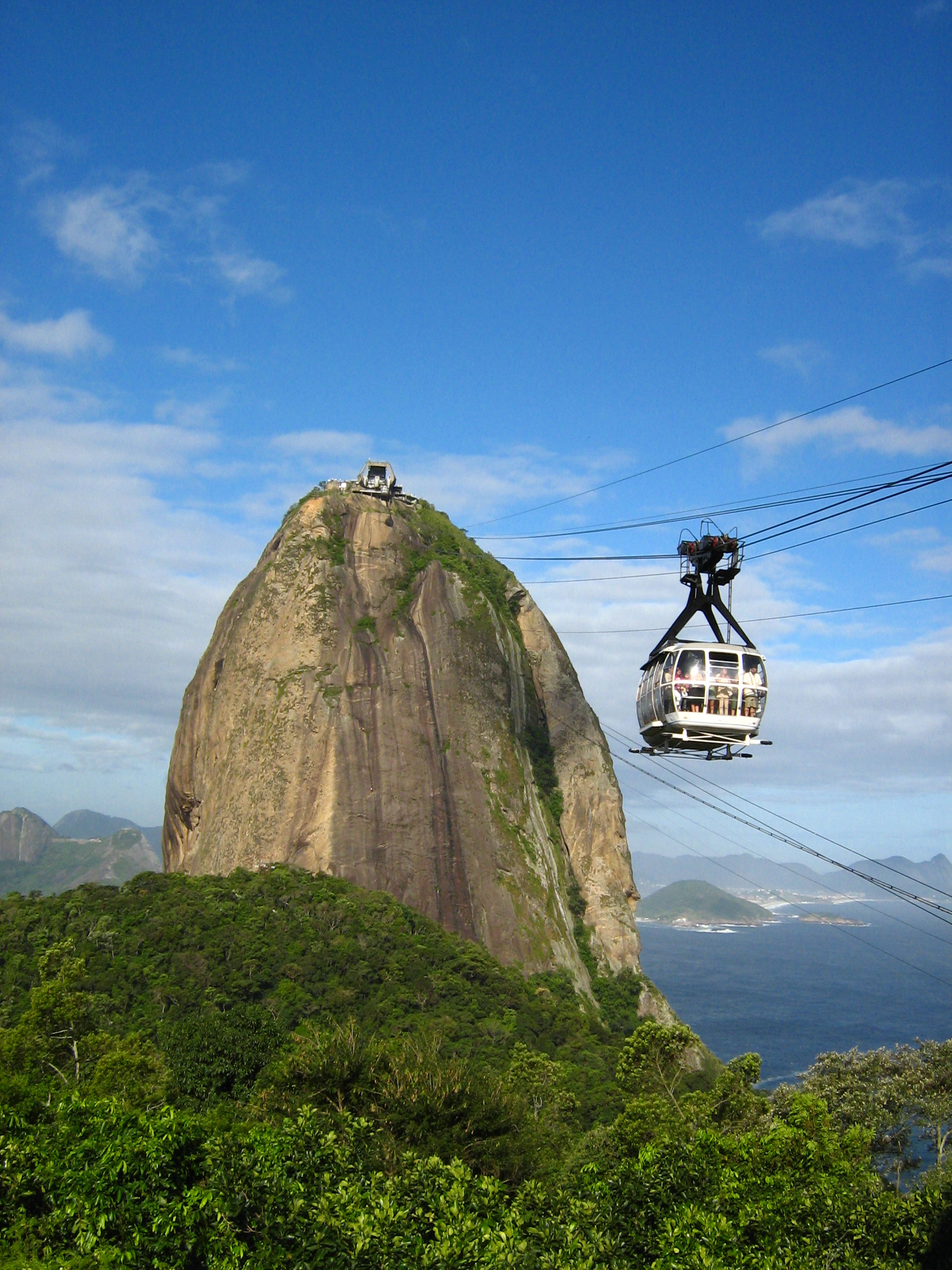
Seilbahn auf den Zuckerhut

Der „Zuckerhut“, ein Wahrzeichen Rio de Janeiros, ist ein 394 Meter hoher Granitfelsen, der der Stadt auf einer Halbinsel im Atlantik, in der Guanabara-Bucht gelegen, vorgelagert ist. Er wird in Brasilien „Pão de Açúcar“ (wörtlich Zuckerbrot, der portugiesische Begriff für Zuckerhut) genannt, weil er die Form desselben hat. Zudem nannten die dort lebenden Indianer den Berg Pandasuka, wobei die Portugiesen Pão de Açucar verstanden.
Auf den Gipfel des Berges führt eine Drahtseilbahn („O Bondinho“), ihre Kabine ist rundherum aus Glas, so dass man schon während der Auffahrt den Felsen sehen kann. Der erste Streckenabschnitt der Seilbahn wurde am 27. Oktober 1912 fertiggestellt, doch erst der zweite Abschnitt, der 1913 fertig wurde, führte bis auf den Gipfel des Berges.
Die steilen Drahtseile der Bahn wurden auch schon für artistische Künste benutzt. 1967 fuhr beispielsweise ein Deutscher mit einem Motorrad die Seile hinauf und im Jahre 1977 balancierte der US-amerikanische Drahtseiltänzer Steven McPeak bis zum Gipfel. 1979 war der Berg Kulisse eines Kampfes zwischen James Bond (Roger Moore) und Beißer (englisch: Jaws), gespielt von Richard Kiel, im Film „James Bond 007 – Moonraker – Streng geheim“.
Auf der südlichen Seite des „Zuckerhuts“ befinden sich die Strände von Copacabana, Ipanema und Leblon, bis hin zum Felsen von Gávea. Auf der nördlichen Seite liegt die Bucht von Guanabara mit den angrenzenden Stadtvierteln Botafogo, Flamengo, Ilha de Governador bis hin zum Hügel „Dedo de Deus“ bei Teresópolis. Im Westen steht die Christusstatue auf dem Corcovado.

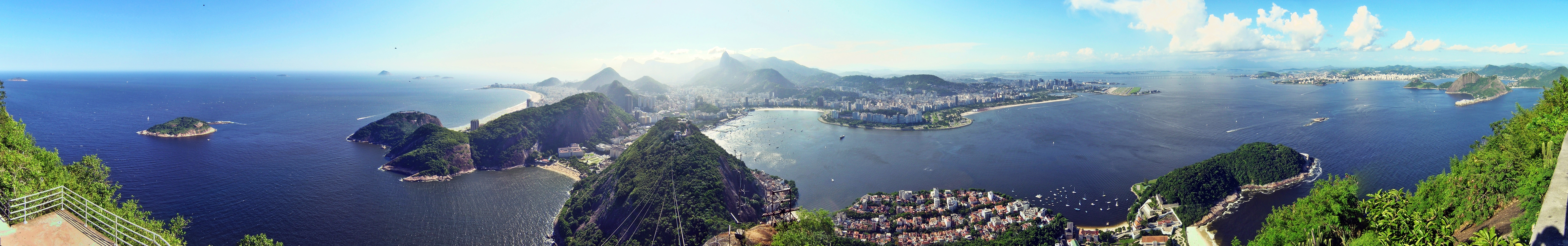
Blick vom Zuckerhut auf Rio de Janeiro. Oben rechts: Niterói.

### Freizeit und Erholung
Zu den nahe der Stadt gelegenen Erholungsgebieten gehören die Strände, insbesondere diejenigen von Ipanema und Copacabana, die Bergschluchten des Barra da Tijuca sowie die Inseln der Guanabara-Bucht, die allerdings im Januar 2000 durch nach einem Unfall ausfließendes Öl stark verschmutzt wurde.

#### Copacabana

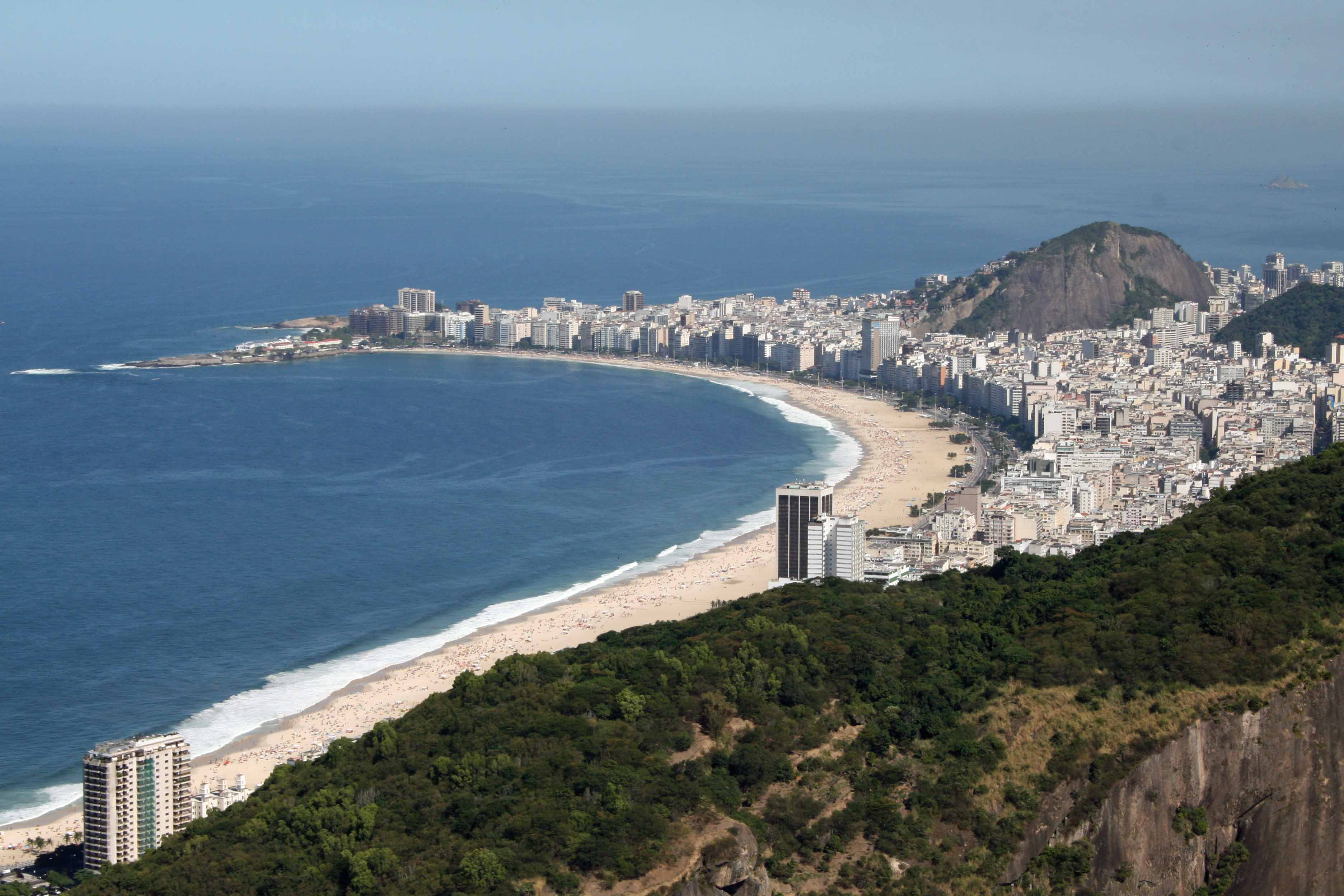
Blick über die Copacabana

Copacabana ist einer der bekanntesten Stadtteile Rio de Janeiros, der direkt am Atlantik liegt und über den berühmten vier Kilometer langen Sandstrand verfügt. Der halbmondförmige Strand mit der Promenade wird auch „Princesinha do Mar“ (Kleine Meerprinzessin) genannt und sah in den 1930er-, 1940er- und 1950er-Jahren sein goldenes Zeitalter. Als Stadtteil der Bohème, des Reichtums und des Glanzes ist Copacabana zum Thema vieler Musikstücke, Bücher und Bilder geworden. Den in den deutschsprachigem Raum gängigen Begriff „Die Copacabana“ gibt es in Brasilien nicht, da sich der Name auf den Stadtteil als Ganzes bezieht. Die stark befahrene Küstenstraße mit ihren attraktiven marmorierten portugiesischen Flanierbürgersteigen, die den Strand von den Gebäuden trennt, heißt dort „Avenida Atlantica“.

#### Ipanema

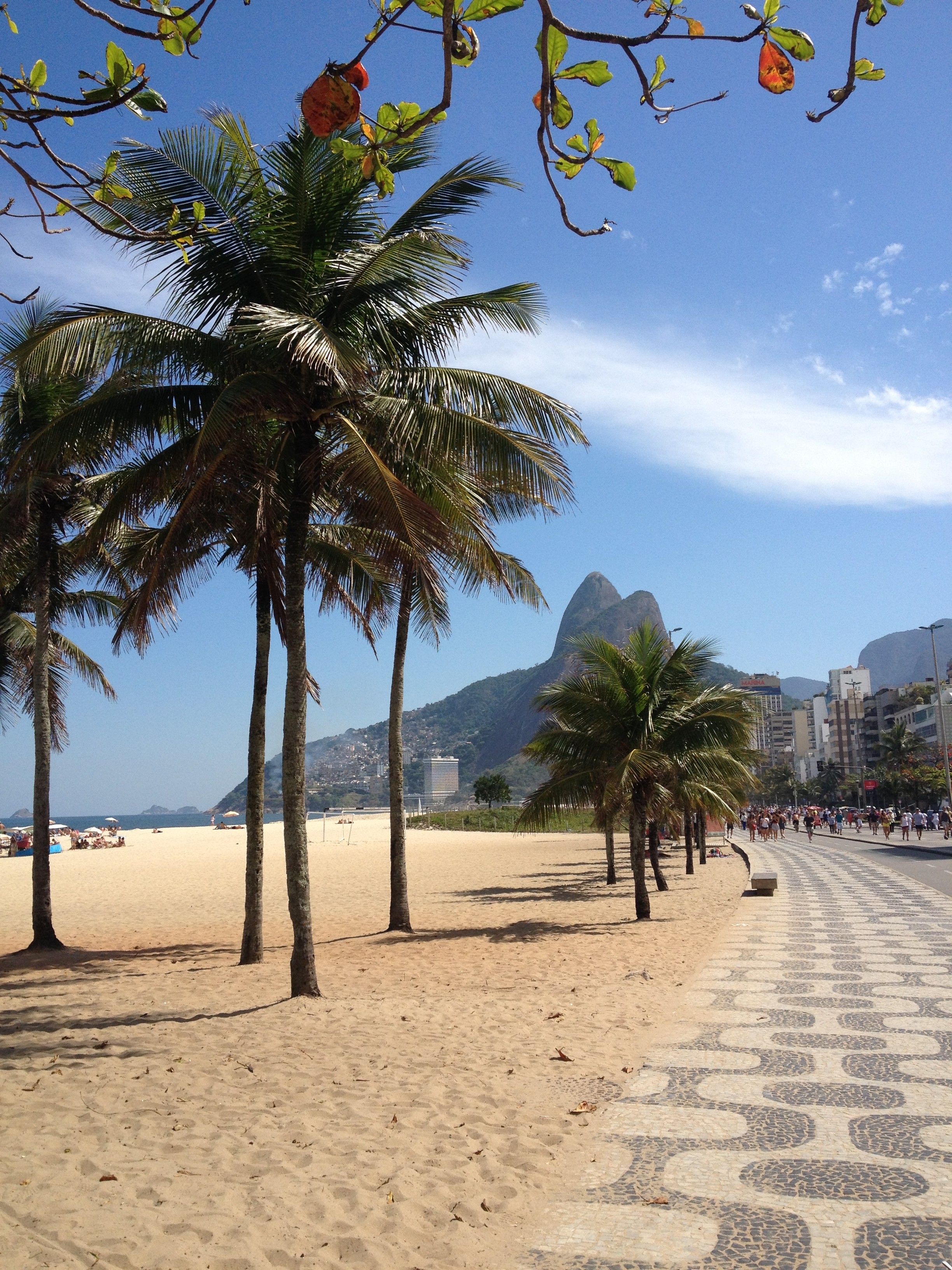
Promenade am Strand von Ipanema

Ipanema ist der Name eines Stadtteils und eines berühmten Strandes von Rio de Janeiro. Neben Copacabana besitzt Ipanema den wichtigsten Strand Rio de Janeiros. Das direkt an ihn anschließende Stadtviertel gehört zu den gehobeneren und angenehmeren von Rio. Die Kombination von Strand und angenehmem Großstadtviertel ist in dieser Form einzigartig. Westlich von Ipanema, durch den Verbindungskanal zwischen der Lagoa da Freitas und dem Meer getrennt, befindet sich der kleinere und ruhigere Stadtteil Leblon. Beide bilden somit eine Einheit zwischen den Felsformationen wie im Fall von Copacabana. Bekannt wurde das Viertel auch durch das Lied „Garota de Ipanema“ (The Girl from Ipanema) von Antônio Carlos Jobim. Zwischen dem ruhigen Strand von Copacabana (klares Wasser) und dem Strand von Ipanema (wildes Wasser) liegen der Felsvorsprung Arpoador („Harpunenwerfer“) und das militärisch genutzte Forte de Copacabana. Der Ipanema-Leblon Strand unterscheidet sich von dem von Copacabana dadurch, dass die Gebäude neueren Datums sind, er nicht die attraktive Form des „Halbmonds“ (wie der von Copacabana) hat und dass die Sonne abends noch einige Minuten länger scheine.

### Sport

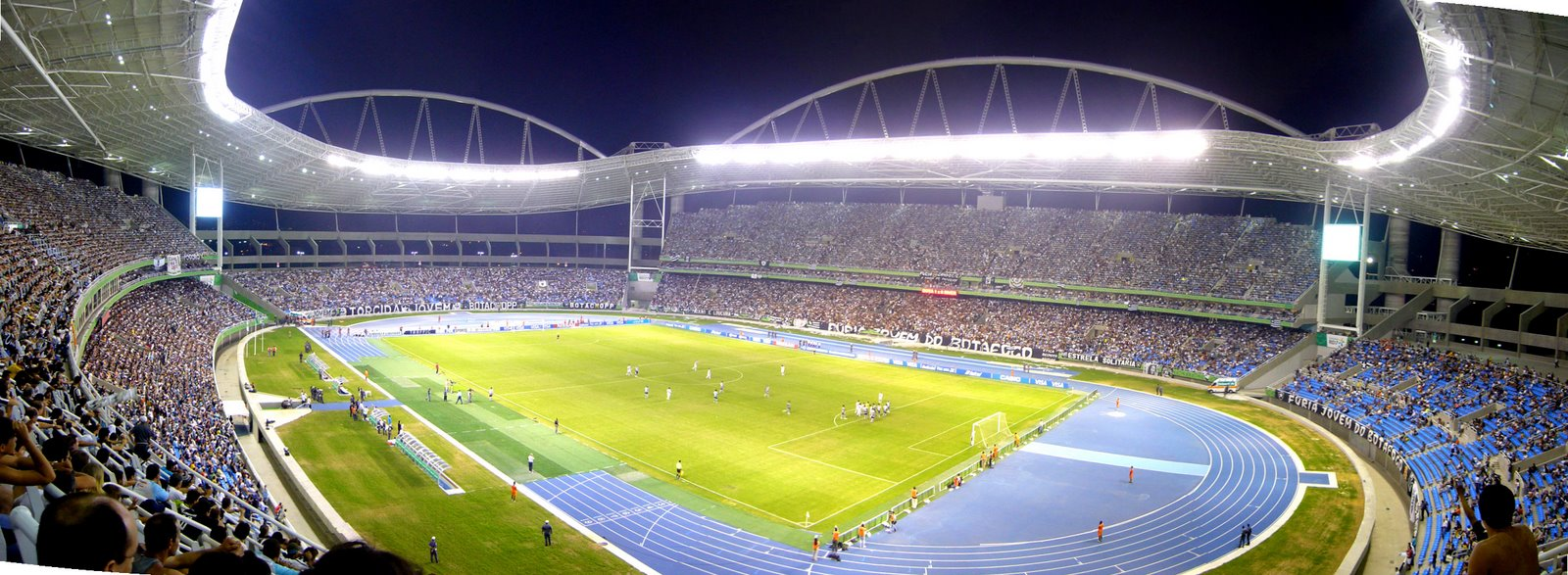
Havelange-Stadion

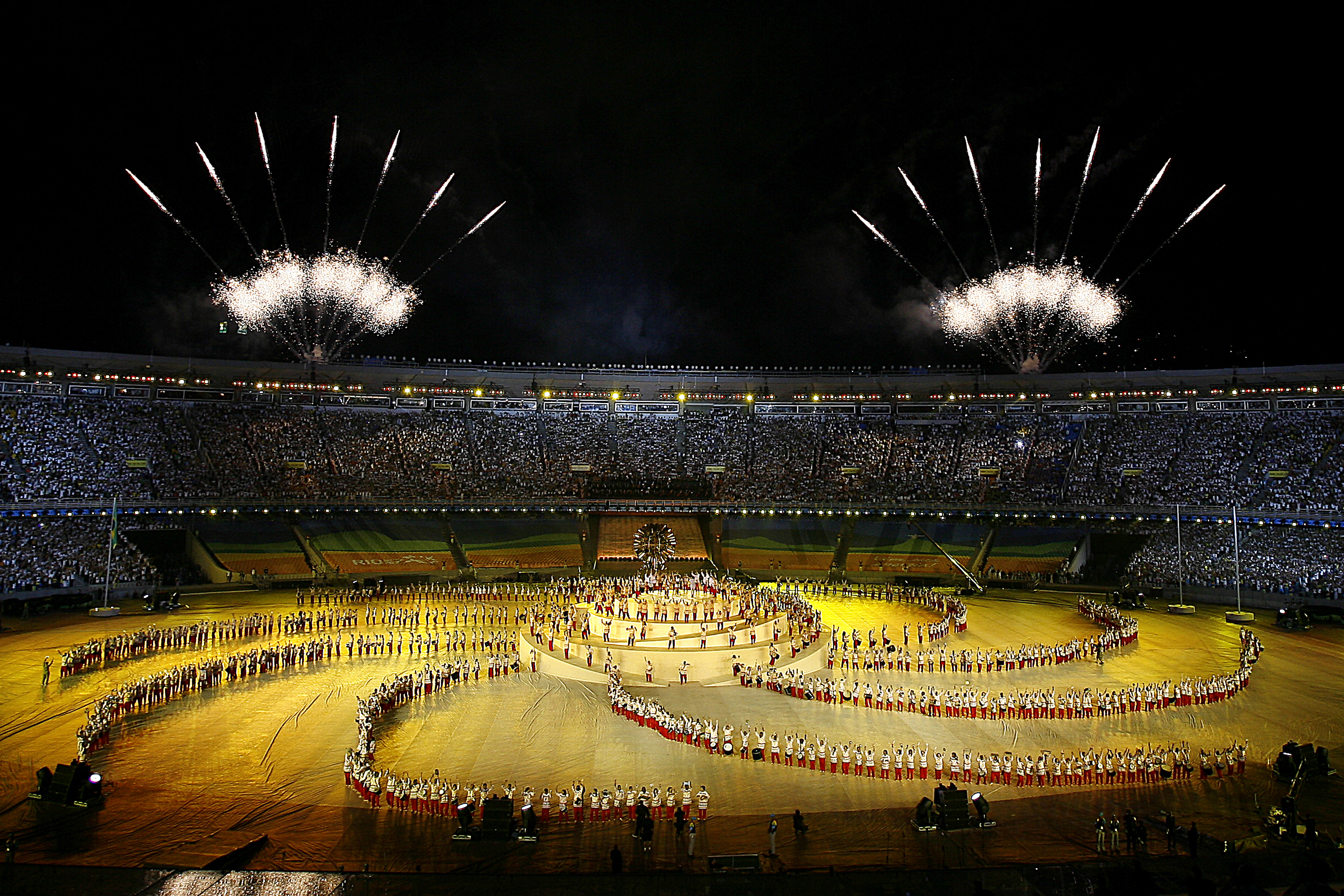
Maracanã

Fußball ist in Brasilien Nationalsport. Jeder der 26 Bundesstaaten und der Distrito Federal do Brasil führt im ersten Halbjahr seine eigene Fußballmeisterschaft (Torneio estadual) durch. Einige Turniere wie das „Campeonato Carioca“ in Rio de Janeiro werden schon seit dem Beginn des 20. Jahrhunderts ausgetragen und locken hunderttausende Fans in die Stadien.
Das „Campeonato Carioca“ ist Schauplatz eines der wichtigsten und weltbekannten klassischen Duelle, das zwischen Flamengo Rio de Janeiro und Fluminense Rio de Janeiro. Flamengo ist der Verein, der am häufigsten die Staatsmeisterschaft von Rio de Janeiro, das „Campeonato Carioca“ gewann. Flamengo wurde 37-mal Meister, Fluminense 32-mal, CR Vasco da Gama 24-mal und Botafogo FR 19-mal (Stand 2022). America FC, ein ehemaliger großer Verein Rio de Janeiros, wurde 7-mal Sieger und Bangu AC gewann 2 Titel.
Erfolgreichster Verein der Stadt in der brasilianischen Fußballliga ist Flamengo. Der Klub wurde 7-mal Brasilianischer Fußball-Meister, gefolgt von CR Vasco da Gama und Fluminense mit 4 Titeln und Botafogo mit 2 nationalen Titel.
In der ersten brasilianischen Liga spielen Vasco da Gama (mit einer Anhängerschaft mehr aus der portugiesischstämmigen Bevölkerung), Botafogo (aus dem gleichnamigen Stadtteil, mit sehr gemischter Anhängerschaft), Flamengo (der beliebteste Verein Brasiliens mit der größten Anhängerschaft überwiegend aus den armen Stadtvierteln und Favelas von Rio de Janeiro) und Fluminense (Anhängerschaft kommt aus der Mittelschicht und der reichen, weißen Bevölkerung Rio de Janeiros).
Spiele dieser vier Vereine gegeneinander werden in der Regel im Maracanã (eigentlich Estádio Jornalista Mário Filho), das für die Fußball-Weltmeisterschaft 1950 erbaut wurde, ausgetragen. Es sollte während der Spiele von 1950 rund 200.000 Zuschauern Platz bieten. Im Zuge mehrerer Umbauten 1998, 2006 und 2010–2013 wurde die Zuschauerkapazität deutlich gesenkt. Mit einem Fassungsvermögen von offiziell 78.838 (nationale Spiele) bzw. 74.738 Zuschauern (internationale Spiele) ist es zwar immer noch das größte Fußballstadion Brasiliens, das größte Fußballstadion Südamerikas ist aber jetzt das Estadio Monumental "U" in Lima.
Weitere Stadien sind das Estádio Olímpico João Havelange (Eröffnung: 2007, Kapazität: 45.000 Zuschauer), die Heimspielstätte von Botafogo, das Estádio São Januário (Eröffnung: 1927, Kapazität: 25.000 Zuschauer), die Heimspielstätte von Vasco da Gama, das Estádio das Laranjeiras (Eröffnung: 1919, Kapazität: 8000 Zuschauer), die Heimspielstätte von Fluminense und das Estádio da Gávea (Eröffnung: 1938, Kapazität: 4000 Zuschauer), die Heimspielstätte von Flamengo.
Rio de Janeiro war vom 13. bis 29. Juli 2007 Austragungsort der XV. Panamerikanischen Spiele. Das Zentrum der Spiele war der Stadtteil Barra da Tijuca. An den zweiwöchigen Wettkämpfen nahmen 5662 Athleten aus 42 Ländern teil. Es wurden Medaillen in 332 Disziplinen und 35 Sportarten vergeben.
Im Jahr 2016 war Rio de Janeiro Austragungsort der XXXI. Olympischen Sommerspiele. Hierfür wurde massiv in die Verbesserung der öffentlichen Verkehrsmittel investiert.
Brasilien hat die Fußball-Weltmeisterschaft 2014 ausgetragen. Einer der 12 Austragungsorte war das Maracanã. In diesem gewann Deutschland den 4. Weltmeistertitel am 13. Juli 2014 mit einem 1:0 gegen Argentinien.

### Regelmäßige Veranstaltungen

#### Karneval in Rio
Zahlreiche Menschen nehmen an dem jährlich stattfindenden farbenprächtigen Karneval in Rio teil, der am Vorabend der Fastenzeit stattfindet. Der Karneval beginnt offiziell (also eigentlich früher) am Freitag vor Aschermittwoch und ist eine der Hauptattraktionen der Stadt. Die vielfarbige Parade der Sambaschulen gehört zu den größten Paraden der Welt.
Die meisten der prächtig kostümierten „Könige“, „Königinnen“, „Prinzessinnen“ und „Baianas“ haben das ganze Jahr über hart gearbeitet, um sich die Kostüme leisten zu können, die sie hier für nur wenige Stunden tragen. Organisiert wird der Karneval von sogenannten Samba-Schulen – den „Escolas de Samba“.
Auf den Tribünen haben 60.000 Zuschauer Platz. Die Paraden beginnen jeden Abend in der 700 Meter langen Arena des Sambódromo und dauern pro Festtag etwa zwölf Stunden. Das bedeutet, dass die letzten zwei Paraden bereits am folgenden Morgen durchgeführt werden.

#### Weitere Veranstaltungen
Jährlich am 20. Januar finden die Feiern zu Ehren Sankt Sebastians statt. Dabei wird die Statue des Schutzheiligen Rio de Janeiros in einer Prozession durch die Stadt getragen. Die Prozession beginnt in der Sankt-Sebastian-Kirche in Barra da Tijuca und führt zur Catedral Metropolitana, wo ein feierlicher Gottesdienst stattfindet.
Im Juni werden das Lagerfeuerfest (mit Spielen, Tänzen, Lagerfeuern und Feuerwerken) und die Schwulen- und Lesbenparade Rio de Janeiro Pride veranstaltet. Im Juli findet mit Anima Mundi das größte lateinamerikanische Animationsfestival statt und zahlreiche Kinos haben Veranstaltungen zum Thema, Ende Juli der Rio de Janeiro Marathon.
Im September wird im Centro de Convenções die „Internationale Bücher Biennale“ veranstaltet. Im Oktober finden das „Festival do Rio BR“ – eines der bedeutendsten audiovisuellen Medienfestivals in Lateinamerika – und das „Festival do Rio“ – eines der größten internationalen Filmfestivals – statt.
Am 31. Dezember wird das religiöses Fest der Meeresgöttin „Iemanjá“ an den Stränden von Copacabana, Ipanema und Leblon gefeiert. Dabei werden Blumen ins Wasser geworfen und dem Meer auf kleinen, handgemachten Booten Opfer in Form von Kämmen, Spiegeln, Seifen und Parfüm dargebracht.
Ebenfalls an Silvester finden am Strand von Copacabana mit Openair-Konzert, Partys und Feuerwerk die hier „Réveillon“ genannten Feiern zum Jahreswechsel statt.

### Gastronomie

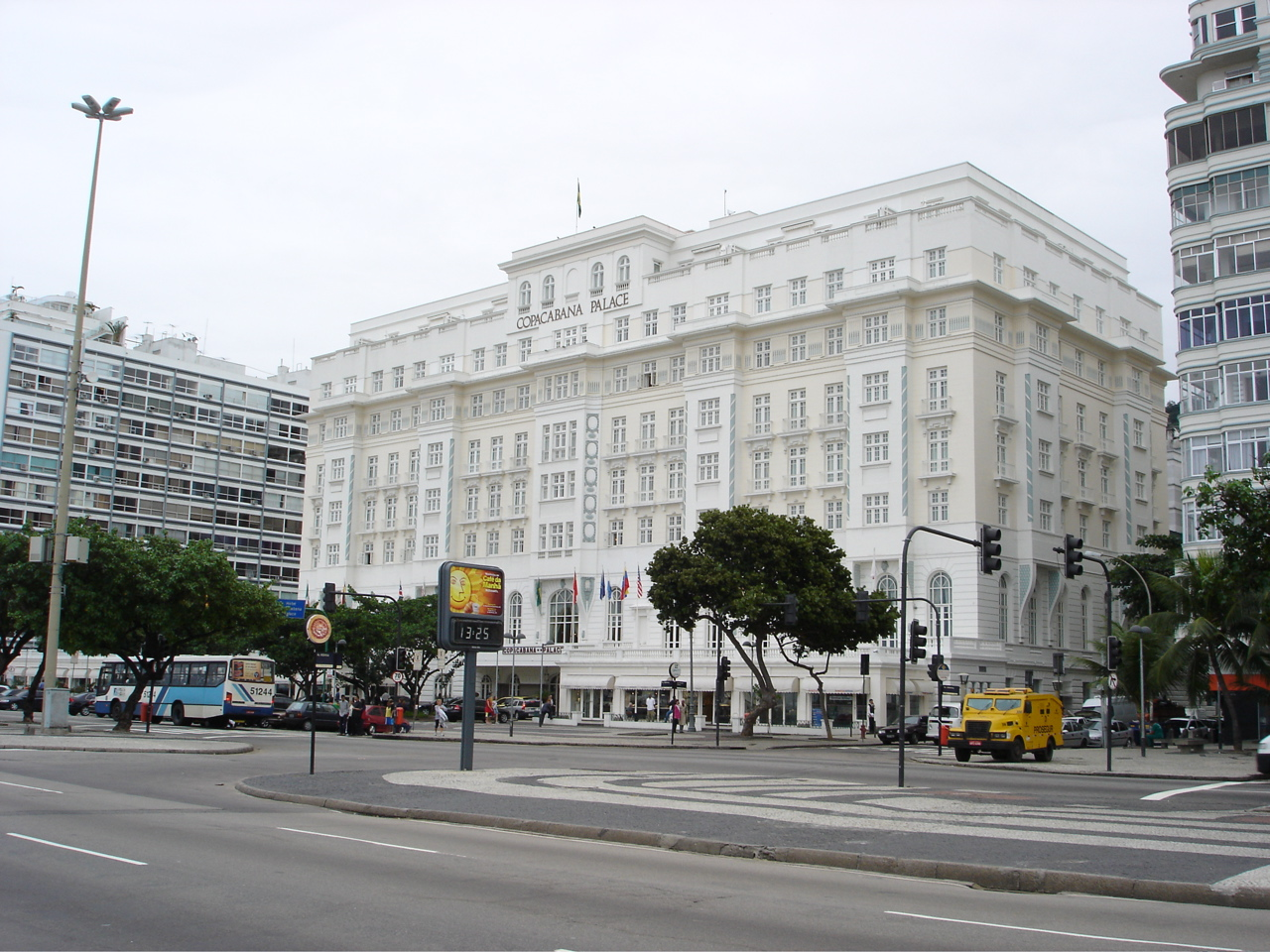
Copacabana Palace Hotel

Rio de Janeiros Küche spiegelt die Einflüsse der Völker wider, die diese Stadt geprägt haben. Am Anfang waren das die Afrikaner, die indigene Bevölkerung und Portugiesen, später auch Franzosen, Italiener und zahlreiche andere. Aus den anderen Regionen Brasiliens kommen die exotischen Fische Amazoniens, die scharfen Speisen des Nordostens und die rustikalen aus Minas Gerais, das „Churrasco“ (Spießbraten vom Holzkohlengrill) aus dem Süden des Landes und zahlreiche andere. Ursprünglich aus Rio de Janeiro stammend ist nur die am Mittwoch und Sonnabend servierte „Feijoada“ (ein Bohnengericht mit Fleisch und Beilagen). Auch wenn man in Rio recht gut essen kann, hat die Restauration ausgerechnet an den Touristenstränden keinesfalls Mittelmeer-Niveau. Am besten sind die „Churrascarias“ in den Straßenschluchten abseits vom Strand, auch im Hinblick auf das in Brasilien erstklassige Schweine- und Hühnerfleisch.
Das Nachtleben ist sehr vielfältig und hat mit zahlreichen Cafés, Scotch-Bars, Discotheken, Pubs und Bierhallen eine große Auswahl an Alternativen anzubieten. Das ganze Jahr über gibt es gute Kulturprogramme. Die Einwohner Rio de Janeiros sind sehr große Rindfleischliebhaber. Es gibt drei Grundarten der Bedienung: Tellergerichte, Selbstbedienungs-Buffet, das per Kilo abgerechnet wird, oder das Rodízio, bei dem der Gast kontinuierlich die Speise (Pizza, Sushi, Rindfleischsorten, Hähnchen und Würstchen) serviert bekommt. Dazu gibt es auch die „Chopes“ (eiskaltes Bier vom Fass) und Aipim-Klößchen (Aipim ist eine Form des Maniok, die wie Kartoffeln zubereitet wird und auch ähnlich wie diese schmeckt).

## Wirtschaft und Infrastruktur

### Wirtschaft

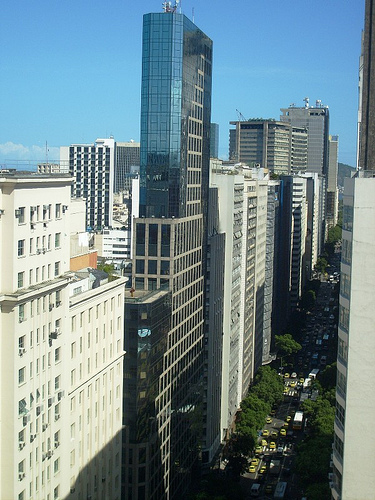
Die Avenida Rio Branco im Finanzzentrum der Stadt

Seit der Gründung der Stadt als Festung und portugiesischer Handelsposten breitete sich Rio de Janeiro aus und füllte allmählich das gesamte Gebiet zwischen der Küste und den Bergen des Hinterlandes aus. Bis ins 20. Jahrhundert gab es aus Angst des nach Brasilien und Rio de Janeiro umgezogenen portugiesischen Königshauses vor Arbeiterunruhen keine nennenswerte Industrieansiedlung in der Stadt. Das erklärt die ins Hintertreffen geratene Wirtschaftsentwicklung Rio de Janeiros hinter der wirtschaftsstärksten Stadt Brasiliens, São Paulo. Der heutige wirtschaftliche Kern der Stadt konzentriert sich um die Avenida Presidente Vargas und die Avenida Rio Branco. Dazu gehören einige hohe Bürogebäude. Im Norden stehen ausgedehnte Industriebezirke und Wohngebiete.
Das Bruttoinlandsprodukt (BIP) der Gemeinde Rio de Janeiro lag 2005 bei 118,980 Milliarden Real. Das BIP pro Kopf betrug 19.524 Real (umgerechnet ca. 6489 Euro) (Brasilien: 11.658 Real und Bundesstaat Rio de Janeiro: 16.052 Real). Der Anteil der Gemeinde am BIP Brasiliens (2,147 Billionen Real) lag bei 5,5 Prozent, der Anteil am BIP des Bundesstaates Rio de Janeiro (246,936 Milliarden Real) bei 48,2 Prozent. Laut einer Studie aus dem Jahr 2014 erwirtschafte der Großraum Rio de Janeiro ein Bruttoinlandsprodukt von 208 Milliarden US-Dollar (KKB). In der Rangliste der wirtschaftsstärksten Metropolregionen weltweit belegte sie damit den 53. Platz.
Da Rio de Janeiro das beliebteste Reiseziel für Touristen im Land ist, sind auch die bedeutendsten Wirtschaftszweige der Stadt mit dem Fremdenverkehr, dem Dienstleistungs- und dem Finanzsektor verbunden. In Südamerika steht die Stadt in wirtschaftlicher Hinsicht hinter São Paulo an zweiter Stelle. Rio de Janeiro ist auch einer der Hauptstandorte der herstellenden Industrie in Brasilien, überwiegend Bekleidung, chemische und pharmazeutische Produkte, Möbel, Metallwaren, Nahrungsmittel, Schiffe und Textilien werden hier hergestellt.
Das Bankwesen ist dominierend, und die zweitgrößte Börse des Landes, die „Bolsa de Valores do Rio de Janeiro“, hat ihren Sitz in der Stadt, seit dem Umzug des Aktienhandels nach São Paulo 2000 werden allerdings nur noch öffentliche Titel gehandelt. In den letzten Jahrzehnten haben zudem alle überregionalen Banken ihre Zentralen nach São Paulo verlegt, so dass der finanzielle Einfluss Rio de Janeiros auf Brasilien stetig abnimmt.
Eine bedeutende Rolle in der Wirtschaft Rio de Janeiros spielt die Landwirtschaft in der Umgebung der Stadt. Hauptexportgüter sind vor allem Kaffee und Sojabohnen. Probleme bereiten die Inflation und die hohe Arbeitslosigkeit, auch die Unterschiede zwischen der armen und reichen Bevölkerung sind gravierend, was mit ein Grund dafür ist, dass sich die Kriminalität zu einem inoffiziellen Wirtschaftssektor entwickelt hat. Insbesondere Touristen sind häufig Opfer von Kleindiebstahl.
Seit die neue Landeswährung, der Real, im Jahre 1994 eingeführt wurde, hat sich die Wirtschaft Rio de Janeiros stabilisiert. Noch 1990 sank das Wirtschaftswachstum und die Inflation war extrem hoch. Die Stadt war hoch verschuldet und die Politik richtungslos. Seit 1996 dürfen Ausländer an den Börsen im Land investieren. Um zahlreichere Investitionen aus dem Ausland anzuziehen, hat die brasilianische Regierung außerdem die Handelsbeschränkungen abgeschafft, Industriebereiche privatisiert und die Tarife gesenkt. Diese Maßnahmen haben den Marktzugang für ausländische Unternehmen nach Rio de Janeiro erleichtert, die dadurch ihre Gewinnspanne erhöhen konnten.
Mehrere der größten Unternehmen des Landes, darunter Embratel und Petrobras, haben ihren Hauptsitz in der Stadt. Zu den bedeutendsten, teilweise internationalen, Konzernen mit Niederlassungen in Rio de Janeiro gehören unter anderem ExxonMobil, Petróleo Ipiranga, Shell und Texaco. Die im Vergleich zu anderen Städten hohe Konzentration an Konsulaten hat zahlreiche Firmen dazu veranlasst, ihren südamerikanischen Hauptsitz nach Rio de Janeiro zu verlegen. Die bedeutendsten Investoren sind US-amerikanische Konzerne, aber auch deutsche und japanische. Der größte Teil der Handelsorte und Unternehmen sind in der Innenstadt und in Barra da Tijuca ansässig.

### Verkehr

#### Fernverkehr

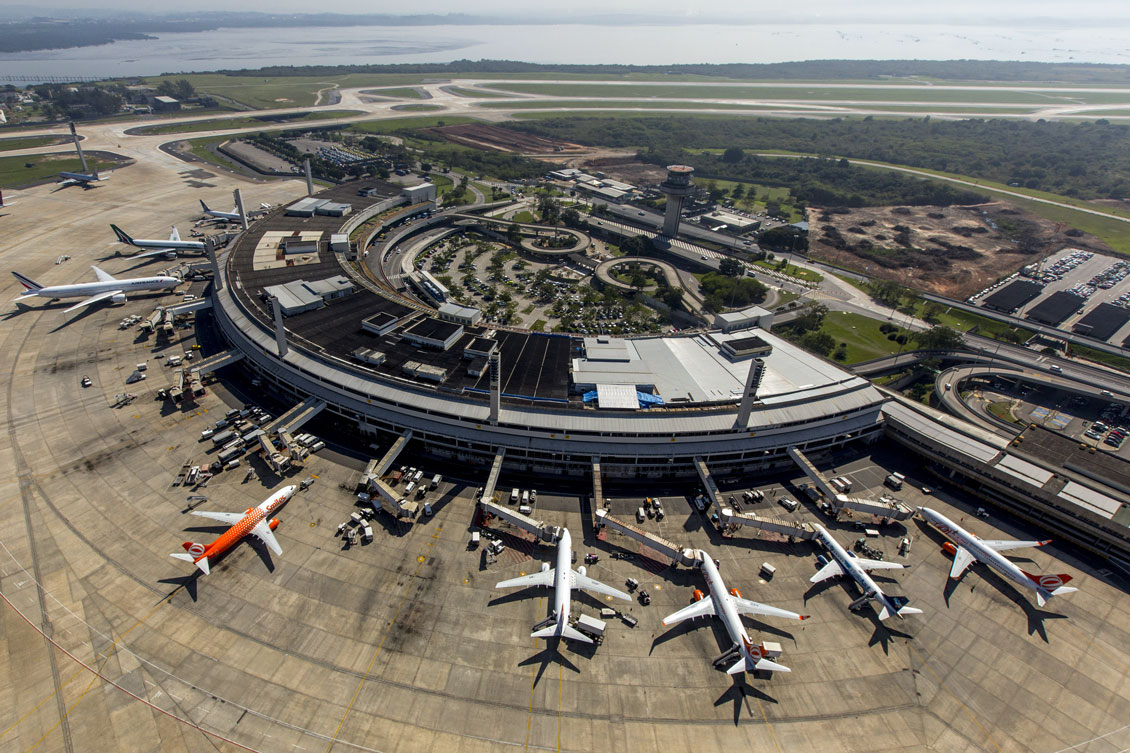
Terminal 1 des internationalen Flughafens Galeão

Rio de Janeiro ist eine bedeutende Hafenstadt an den Schifffahrtsrouten, die die Küstenstädte im Nordosten des Landes mit den wirtschaftlich stärker entwickelten Gebieten im Südosten Brasiliens verbinden. Mit den anderen Teilen des Landes ist die Stadt durch ein ausgedehntes Netz an Eisenbahn- und Fluglinien verbunden.
Die Region Rio de Janeiro besitzt insgesamt fünf Flughäfen. Drei werden für den zivilen Luftverkehr genutzt und zwei für den militärischen Flugbetrieb.
Der Flughafen Rio de Janeiro–Antônio Carlos Jobim (Galeão) ist ein wichtiger internationaler Verkehrsflughafen Brasiliens und der Hauptflughafen von Rio de Janeiro. Der Name stammt vom brasilianischen Musiker Antônio Carlos Jobim. Im Februar 2000 wurde hier eine neue Abfertigungshalle mit einer Kapazität von bis zu acht Millionen Passagieren pro Jahr fertiggestellt. In den 1970er-Jahren war der Flughafen „Antônio Carlos Jobim“ ein Flugziel der Concorde.
Neben dem Internationalen Flughafen gibt es noch den lokalen Flughafen Rio de Janeiro–Santos Dumont für den Inlandsverkehr. Vom „Aeroclube do Brasil“ wird der „Aeroporto de Jacarepaguá“ im Stadtteil Tijuca betrieben. Die beiden Militärflugplätze sind die „Base Aérea de Santa Cruz“ und der „Campo dos Afonsos“.
Neugebaute Straßentunnel und die Rio-Niterói-Brücke, die sich 14 Kilometer über die Guanabara-Bucht nach Niterói erstreckt, haben den Pendlerverkehr, der regelmäßig zu Staus führte, etwas entlastet. Über die Brücke und durch die Stadt (als Avenida Brasil) führt die BR-101, mit 4.572 km die längste Fernstraße Brasiliens, die in der Nähe von Touros (Bundesstaat Rio Grande do Norte) beginnt und südlich von São José do Norte (Rio Grande do Sul) endet.

#### Öffentlicher Personennahverkehr
Die Metrô Rio de Janeiro wurde am 15. März 1979 eingeweiht und befährt drei Linien: Linie 1 (General Osório-Uruguai, 20 Bahnhöfe) und Linie 2 (Botafogo-Pavuna, 22,0 Kilometer, 25 Bahnhöfe), wobei beide Linien sich zwischen dem Stadtzentrum und Botafogo eine Strecke teilen; die Linie 4 (Jardim Oceânico-Uruguai, 16 km, sechs Bahnhöfe in Funktion und einer im Bau), zu den Olympischen Spielen 2016 gebaut und eröffnet, teilt sich ab bzw. nach der Anschlussstation General Osório die komplette Strecke mit der Linie 1. Weitere drei Linien (3, 5 und 6) sind in Planung. Darunter befindet sich eine privat finanzierte Strecke vom Bahnhof Carioca an der Linie 1 durch einen Unterwassertunnel unter der Guanabara-Bucht nach Niterói und São Gonçalo. Betreibergesellschaft der U-Bahn ist Opportrans–Concessão Metroviária S.A. Mehrere Buslinien sind in den Metrotarif integriert.
Der weitere ÖPNV wird durch das Schnellbahnsystem SuperVia, das Bus-Rapid-Transit-System BRT Rio, dem Seilbahnsystem Teleférico do Alemão (seit 2016 in Reparatur) und einem dichten Stadtbus-Netz gewährleistet. Diese Netze verfügen jeweils über ein eigenes Tarifsystem.

ÖPNV-Karte

Am 30. Januar 1859 nahm die erste Pferdestraßenbahn der Stadt ihren Betrieb auf. Die sieben Kilometer lange Strecke zwischen Rio de Janeiro und dem Vorort Tijuca war nach denen von New York (1832), Paris (1855), Boston (1856), Santiago de Chile (1857), Havanna und Mexiko-Stadt (beide 1858) die siebte der Welt.
Am 8. Oktober 1892 eröffnete der Vizepräsident Brasiliens, Floriano Peixoto, zwischen Largo da Carioca und Largo do Machado in Rio de Janeiro die erste elektrische Straßenbahn des Landes. Durch den zunehmenden Autoverkehr wurde das früher umfangreiche Netz in den 1960er Jahren fast vollständig stillgelegt. Die Straßenbahn befuhr 2011 schließlich nur noch einen acht Kilometer langen Streckenabschnitt nach Silvestre (Anschluss an die Corcovado-Bergbahn) und Paula Mattos, beide Stationen im Stadtteil Santa Teresa gelegen. Die Lage der Straßenbahn außerhalb des Stadtzentrums und die spektakuläre Strecke von der stadtseitigen Endstation über den Aquädukt „Arcos da Lapa“ bewahrte sie bis 2011 vor der Stilllegung. Neben der Straßenbahn in Braunschweig war diese Bahn die letzte auf der Welt, die die Spurweite 1100 Millimeter besaß. Der Betrieb der „Bonde de Santa Teresa“ wurde nach einem Unfall mit sechs Toten am 28. August 2011 bis auf Weiteres eingestellt. Anfang 2016 wurden vier Kilometer wieder in Betrieb genommen.
Seit 2016 verkehrt in Rio de Janeiro außerdem eine moderne Straßenbahn, welche anlässlich der Olympischen Spiele im selben Jahr eröffnet wurde.
Auf den 704 Meter hohen Corcovado führt eine Bergbahn. Der Auftrag für die Bahn wurde am 7. Januar 1882 durch Kaiser Dom Pedro II. erteilt. Die beiden Ingenieure Teixeira Soãres und Francesco Passos erhielten die Konzession für den Bau der Bahn. Die meterspurige Zahnradbahn wurde zwar 1884 eröffnet, den Gipfel konnte man allerdings erst ab dem 1. Juli 1885 erreichen. Im Jahre 1910 wurde die eingleisige Strecke durch die Sulzer AG aus der Schweiz elektrifiziert. Sie war damit die erste elektrisch betriebene Bahn in Brasilien.
Auf den Zuckerhut kann man per Seilbahn (O Bondinho) gelangen.
Trolleybusse fuhren zwischen dem 3. September 1962 und April 1971 in der Stadt.

### Medien
Eine große Bedeutung in Rio de Janeiro haben die Printmedien. Deren Niveau ist verhältnismäßig hoch, da sich die Presse vorwiegend an die oberen und mittleren Einkommensschichten richtet. Zeitungen wie das „Jornal do Brasil“ und die politischen Magazine „Istoé“ und „Veja“ brauchen den internationalen Vergleich nicht zu scheuen. Rio hat mit „O Povo na Rua“ (Das Volk auf der Straße) auch ein großes Boulevardblatt, das sich eher an breitere Segmente der Bevölkerung wendet.
Rio de Janeiro ist Hauptsitz der Mediengruppe Grupo Globo zu der neben zahlreichen Zeitungen wie O Globo und anderen Publikationen auch Rede Globo, das drittgrößte Fernsehnetzwerk der Welt gehört. Das Hauptquartier befindet sich im Stadtteil Jardim Botânico in der Zona Sul. Im Central Globo de Produção, dem „Globo Production Center“ oder kurz „Projac“, von „Projeto Jacarepaguá“, in Jacarepaguá im Westen der Stadt werden viele derer Programme, wie die Novelas produziert.
90 Prozent der Einwohner in der Stadt verfügen über einen Fernseher. Die Fernsehsender orientieren sich am nordamerikanischen Vorbild und bevorzugen überwiegend Unterhaltungssendungen und Spielfilme, die hohe Einschaltquoten und Werbeeinnahmen versprechen. Von besonderer Popularität sind die hier nur Novelas genannten Telenovelas.
In vielen Favelas existieren teils illegale Lokalradiostationen, die hauptsächlich Musik und Künstler aus den Favelas zu Wort kommen lassen.
Das Kabelfernsehen setzt sich in Rio de Janeiro immer weiter durch und enthält alle großen nationalen Fernsehsender wie TV Globo, Record, Bandeirantes, Rede TV und TV Cultura, aber auch die Programme des Sportkanals ESPN und seines brasilianischen Ablegers, den Nachrichtensender CNN, die italienische RAI und MTV sowie alle wichtigen Rundfunkstationen. Dazu gehören unter anderem Rádio CBN (Central Brasileira de Noticias), Jovem Pan, Radiobrás, Rádio Eldorado, Nove de Julho und Rádio Católica.

### Bildung

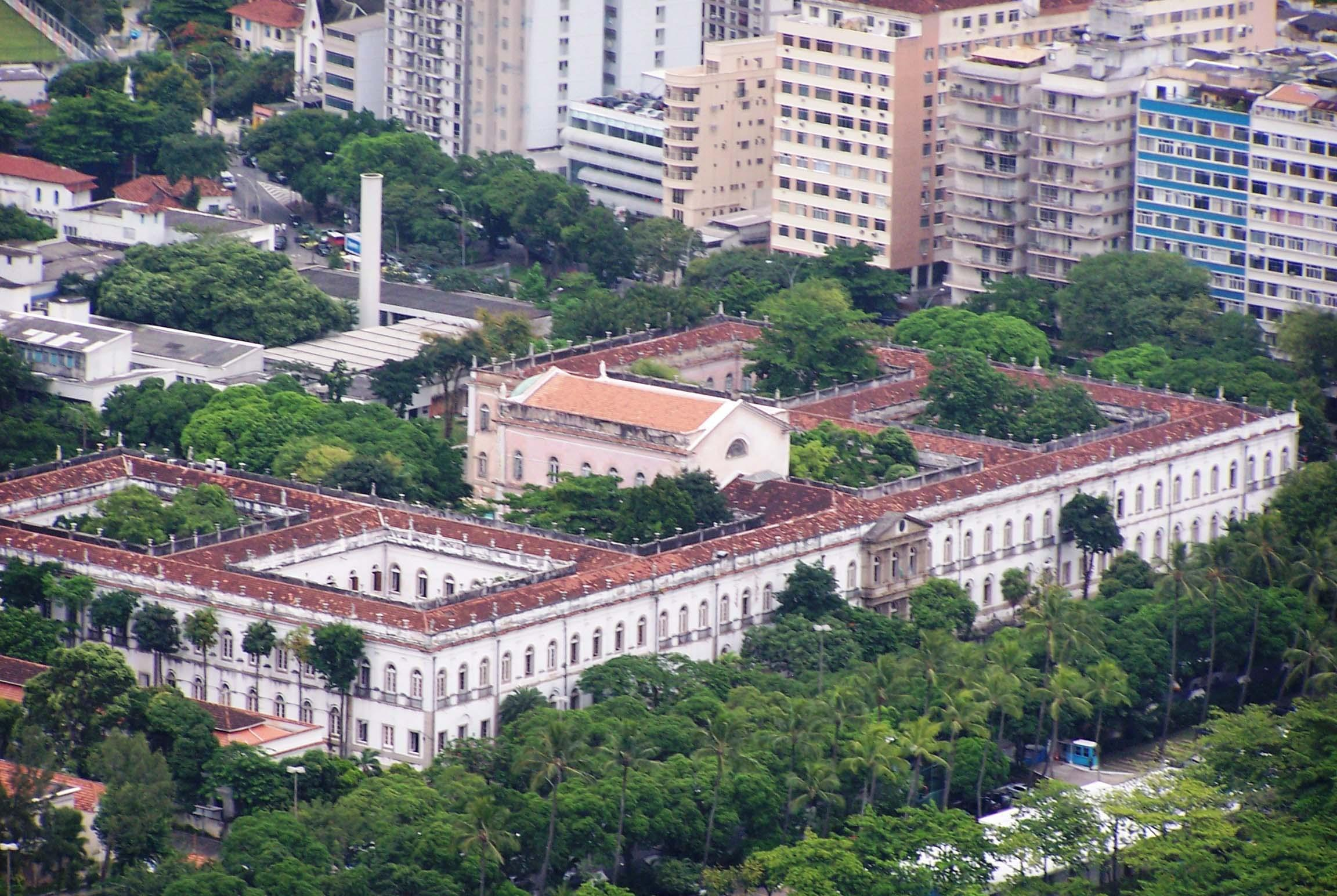
Bundesuniversität, Campus Praia Vermelha nahe der Botafogo-Bucht

Die portugiesische Sprache ist die offizielle Landessprache und somit die Sprache der Bildung. Englisch und Spanisch wird in der Regel als Teil des offiziellen Hochschulsystems gelehrt. Es gibt auch internationale Schulen, wie die American School of Rio de Janeiro, Lady of Mercy School, die Deutsche Schule Corcovado und die British School of Rio de Janeiro.
Grundschulen sind weitgehend unter kommunaler Verwaltung, während der Staat eine größere Rolle im ausgedehnten Netz von weiterführenden Schulen spielt, mit Schulen wie dem renommierten Colégio Pedro II. Die Agglomeration Rio de Janeiro beherbergt zahlreiche Universitäten, Hoch- und Fachschulen, Forschungsinstitute und Bibliotheken. Zu den führenden Bildungsstätten gehören die Bundesuniversität (gegründet 1792 und neu eröffnet 1920), die Universität des Staates Rio de Janeiro (1950) und die Päpstliche Katholische Universität von Rio de Janeiro (1940). Des Weiteren befinden sich in der Stadt die technische Militäruniversität Instituto Militar de Engenharia, das Nationalarchiv und die Brasilianische Nationalbibliothek.
Die Universidade Federal Fluminense, an der Bucht in Niterói, genießt ebenfalls einen guten Ruf, ebenso wie ein paar städtische und viele private konfessionsgebundene Institutionen, vor allem die Universität Cândido Mendes. Die große Universität Estácio de Sá verfügt über Niederlassungen in fast allen Teilen der Stadt und in den Vororten. Eine Reihe von staatlichen nationalen Forschungszentren in Rio de Janeiro führen Studien in Bereichen wie Wirtschaft, Geografie und Statistik, Biologie und Physik sowie in der öffentlichen Politik durch, etwa das Centro Brasileiro de Pesquisas Físicas oder das Instituto de Matemática Pura e Aplicada.
Die Alphabetisierungsrate für Cariocas im Alter von zehn Jahren und älter liegt mit fast 95 Prozent deutlich über dem nationalen Durchschnitt. 1995 gab es in Rio de Janeiro 1.033 Grundschulen mit 25.594 Lehrern und 667.788 Schülern sowie 370 weiterführende Schulen mit 9.699 Lehrern und 227.892 Schülern. Weiterhin waren 53 vorbereitende Schulen mit 14.864 Lehrern und 154.447 Schülern vorhanden. Die Stadt hat sechs große Universitäten und 47 private Schulen für die höhere Bildung. In Rio de Janeiro gibt es derzeit mehr als 80 Hochschulen, die vom MEC (Ministerium für Bildung) anerkannt sind.

### Energie
Die Light Serviços Eletricidade, S.A. ist ein Energieunternehmen aus Rio de Janeiro. Das Unternehmen ist im Finanzindex IBOVESPA gelistet. Light Serviços Eletricidade wurde 1996 vom brasilianischen Staat privatisiert, als es von einem Konsortium aus Houston Industries, AES Corporation und Électricité de France für 1.7 Milliarden US-Dollar gekauft wurde.

## Söhne und Töchter der Stadt
Rio de Janeiro ist Geburtsort zahlreicher prominenter Persönlichkeiten.

## Filme in und mit Rio de Janeiro
- Orfeu Negro, City of God (Cidade de Deus), Central Station (Central do Brasil) und Schuld daran ist Rio (Blame It on Rio).
- Die Internet Movie Database bietet eine Auswahl von mehr als 300 Titeln mit Rio de Janeiro als Schauplatz an.[48]
- In der Serie CSI: Miami spielt die erste Folge der fünften Staffel in Rio de Janeiro.
- Der James-Bond-Film James Bond 007 – Moonraker – Streng geheim spielt teilweise in Rio de Janeiro.
- L’homme de Rio (Abenteuer in Rio) mit Jean-Paul Belmondo spielt in Rio und dem im Bau befindlichen Brasilia.
- Tropa de Elite sowie Tropa de Elite 2 des Regisseurs José Padilha thematisieren die Arbeit einer Spezialeinheit der Militärpolizei von Rio de Janeiro namens Batalhão de Operações Policiais Especiais im Kampf gegen die organisierte Kriminalität. Der Film wurde 2008 mit dem Goldenen Bären als bester Film ausgezeichnet.
- Der Film Vier Fäuste gegen Rio mit Bud Spencer und Terence Hill wurde 1984 in Rio de Janeiro gedreht.
- Der Hindi-Film Dhoom 2 – Back in Action spielt teilweise in Rio de Janeiro.
- Rio – Familienanimationsfilm über die letzten lebenden blauen Spixaras.
- Fast & Furious Five
- Top Job
- Der unglaubliche Hulk (Favela Rocinha)
- Breaking Dawn – Biss zum Ende der Nacht, Teil 1
- Das Musikvideo zum Song They Don’t Care About Us (1996) von Michael Jackson wurde teilweise in der Favela Santa Marta gedreht.